# Juan III Sobieski
Juan III Sobieski (en polaco Jan III Sobieski) (Olesko, 17 de agosto de 1629 - Wilanów, 17 de junio de 1696) fue uno de los más importantes reyes de la llamada Mancomunidad polaco-lituana. Rey de Polonia y Gran Duque de Lituania desde 1674 hasta su muerte.
Fue además uno de los mejores militares del siglo XVII, a la altura de grandes generales como Ambrosio Spínola, Raimondo Montecuccoli, Enrique de la Tour d'Auvergne-Bouillon o Carlos V de Lorena.

## Biografía

### Orígenes y formación
Juan Sobieski nació el 17 de agosto de 1629 en el castillo de Olesko. Aquel mismo día tuvo lugar una imponente tormenta en Constantinopla y un rayo impactó en uno de los minaretes de la Mezquita Azul, convirtiendo la media luna que coronaba la construcción en cenizas, hecho que fue tomado por los turcos otomanos como un mal augurio.

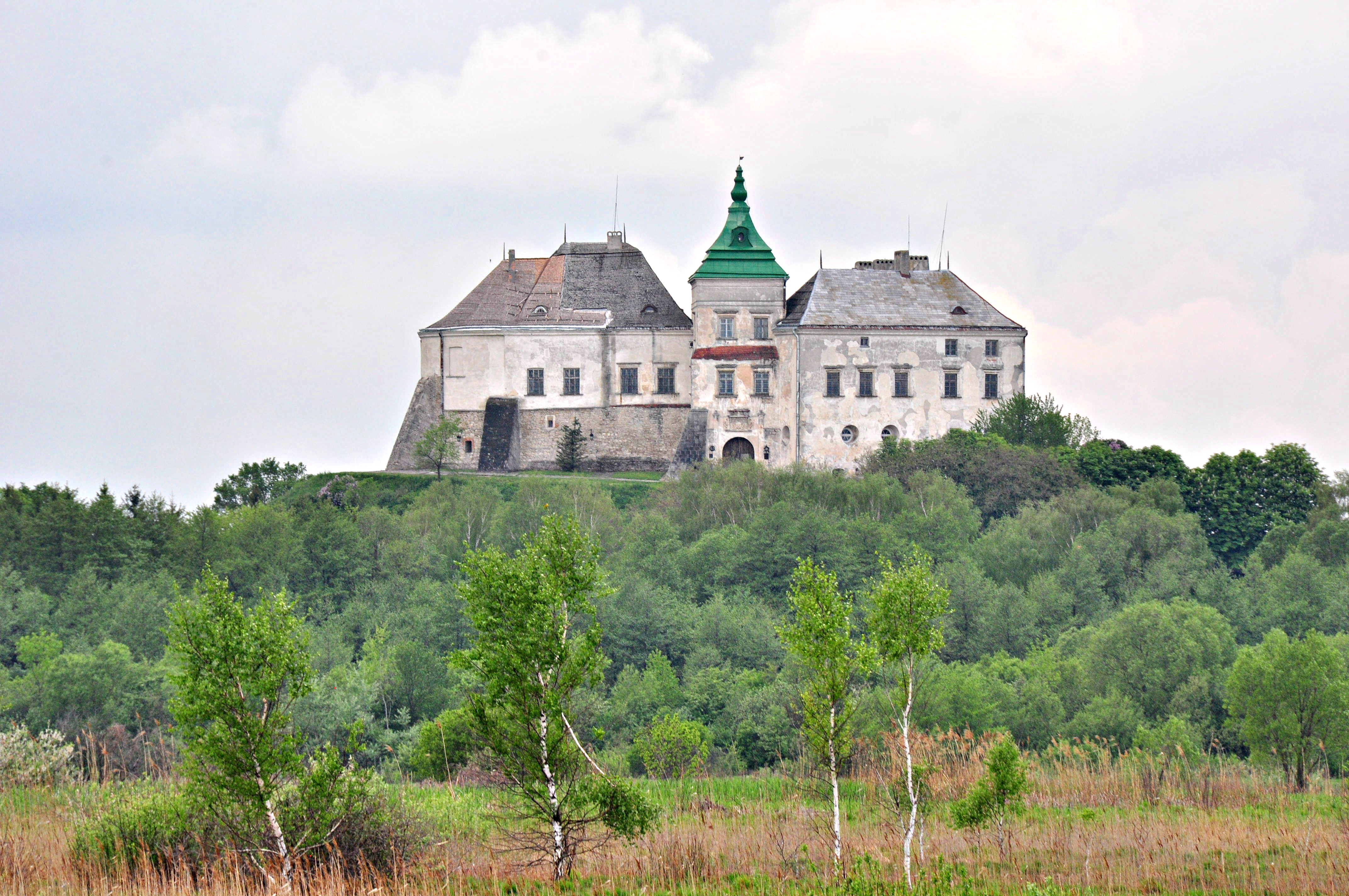
Castillo de Olesko, lugar de nacimiento de Juan Sobieski.

Sus padres eran Jakub Sobieski y Sofía Teófila Danilowicz. Su padre era considerado por sus contemporáneos como una persona honorable. Había sido un importante parlamentario y orador y había participado en numerosas comisiones diplomáticas y en expediciones militares, como la que tuvo lugar contra Moscú en 1617-18, o en la batalla de Khotym, donde 45.000 polacos, lituanos y cosacos derrotaron a 100.000 otomanos. Jakub y Sofía Teófila tuvieron siete hijos, pero solo cuatro llegaron a la edad adulta: dos hijos (Marek Sobieski y Juan) y dos hijas (Katarzyna y Anna).
Marek y Juan fueron criados en el castillo de Zolkiew y educados en las leyes polacas y en el conocimiento de las tácticas militares. Su madre los llevaba a rezar a la tumba del bisabuelo de los niños, Stanislaw Zolkiewski, Gran Hetman de la Corona, quien cayó en la batalla de Cecora en 1620. Sofía Teófila quería que sus hijos recordaran siempre la inscripción de la tumba de su abuelo:

 “O quam dulce et decorum est pro patria mori!”  (Qué dulce y glorioso es morir por la patria).

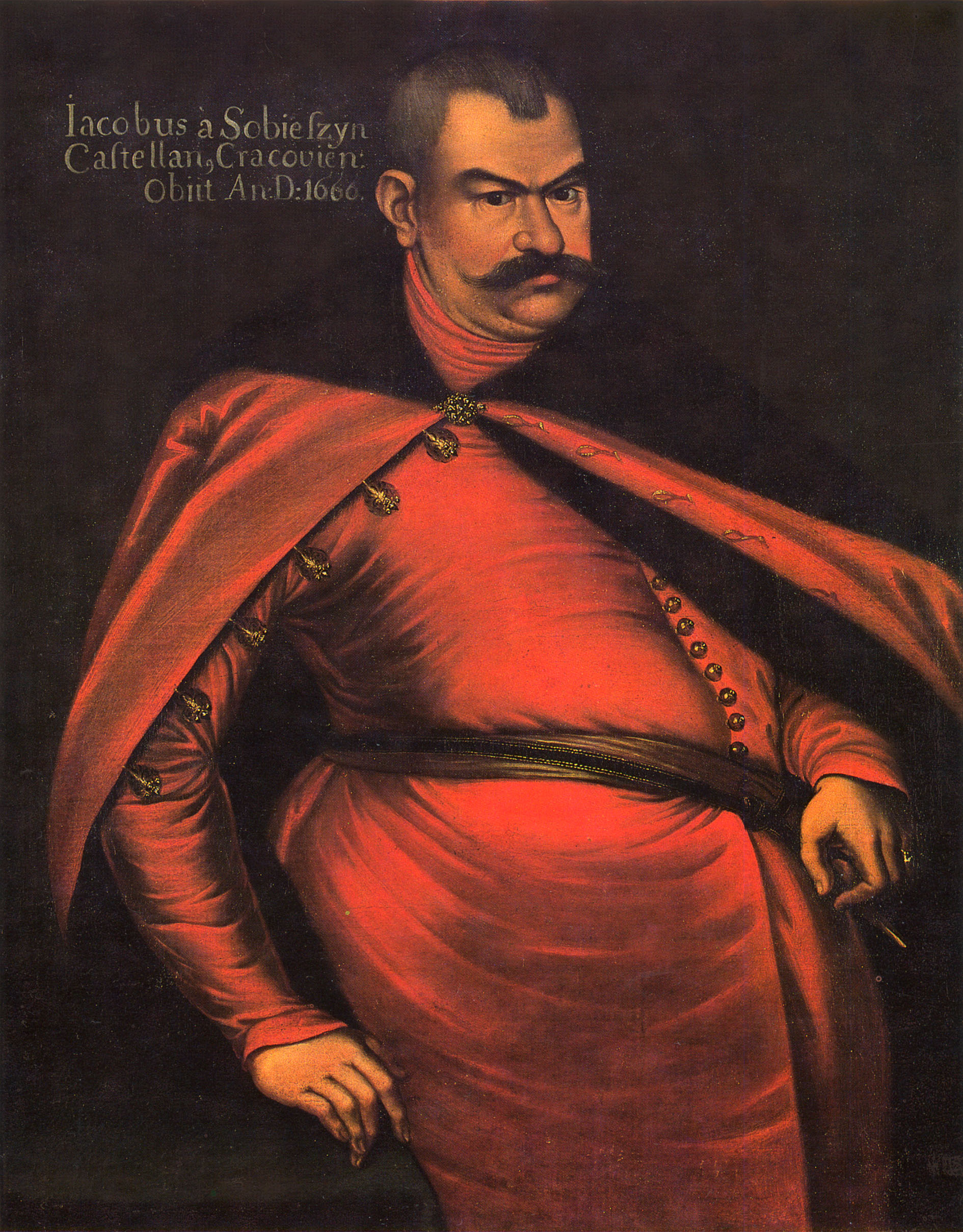
Jakub Sobieski.

El joven Juan Sobieski, aunque menos atractivo que su hermano Marek, era un joven animado, ardiente e impetuoso, cuya gran pasión era la caza (a los nueve años ya había cazado su primer oso).
El verano de 1640 Jakub envió a sus hijos a Cracovia para educarse. Allí estudiaron filosofía, historia, matemáticas y poesía. Los estudios se alargaron y en 1643, Juan Sobieski ingresó en la facultad de Filosofía de la Universidad Jaguelónica, compaginando los estudios con el entrenamiento militar, ya que recibió lecciones de hípica, tiro y esgrima.
Juan y Marek terminaron sus estudios en febrero de 1646, pero sus padres los enviaron a realizar el Grand Tour por Europa y, tras pasar por ZamośćLublin, Kazimierz Dolny, Radom, Kalisz y Poznan, los hermanos visitaron Fráncfort del Óder, ciudad del Sacro Imperio Romano Germánico, tras lo cual se fueron a Berlín, capital de Brandemburgo. 

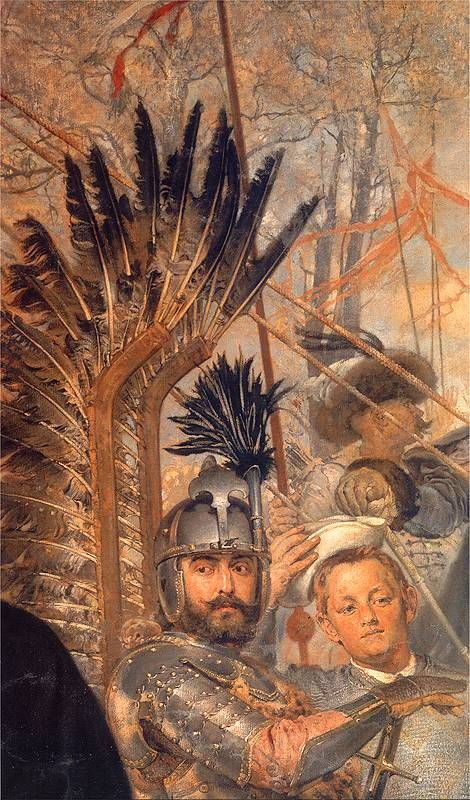
Stanislaw Zolkiewski. Detalle de la obra ” Esteban Báthory en Psków” de Jan Matejko

El 5 de mayo de 1646 llegaron a Ámsterdam, capital de las Provincias Unidas y después visitaron Amberes, en los Países Bajos Españoles, donde tomaron contacto con la obra de Peter Paul Rubens.
En junio de 1646, Juan Sobieski llegó a París, donde los hermanos se involucraron en la vida social acudiendo a fiestas, iglesias y palacios, y Juan Sobieski se enroló en los Mosqueteros de la Guardia. En la primavera de 1647, Juan Sobieski, mantuvo relaciones con una mujer casada, de la que nació un hijo llamado Brisacier. Durante su estancia en Francia, Juan Sobieski visitó otras ciudades, como Orleans, Tours, Angers, Nantes, La Rochelle, Bloix, Burdeos, Marsella, Saumur y Toulon. 
En octubre de 1647, los hermanos viajaron a Inglaterra y visitaron Londres, pero la segunda guerra civil inglesa impidió que visitaran Escocia, por lo que los hermanos tuvieron que regresar a Ámsterdam, donde conocieron a Maarten Tromp.
Tras realizar esta gira por la Europa Occidental, los hermanos Sobieski planearon viajar a Constantinopla y el norte de África, pero la revuelta de los cosacos zaporogos, instigada por Bohdán Jmelnytsky, y la muerte del rey polaco Vladislao IV Vasa obligaron a los hermanos a posponer su viaje al Imperio Otomano y regresar a Polonia.

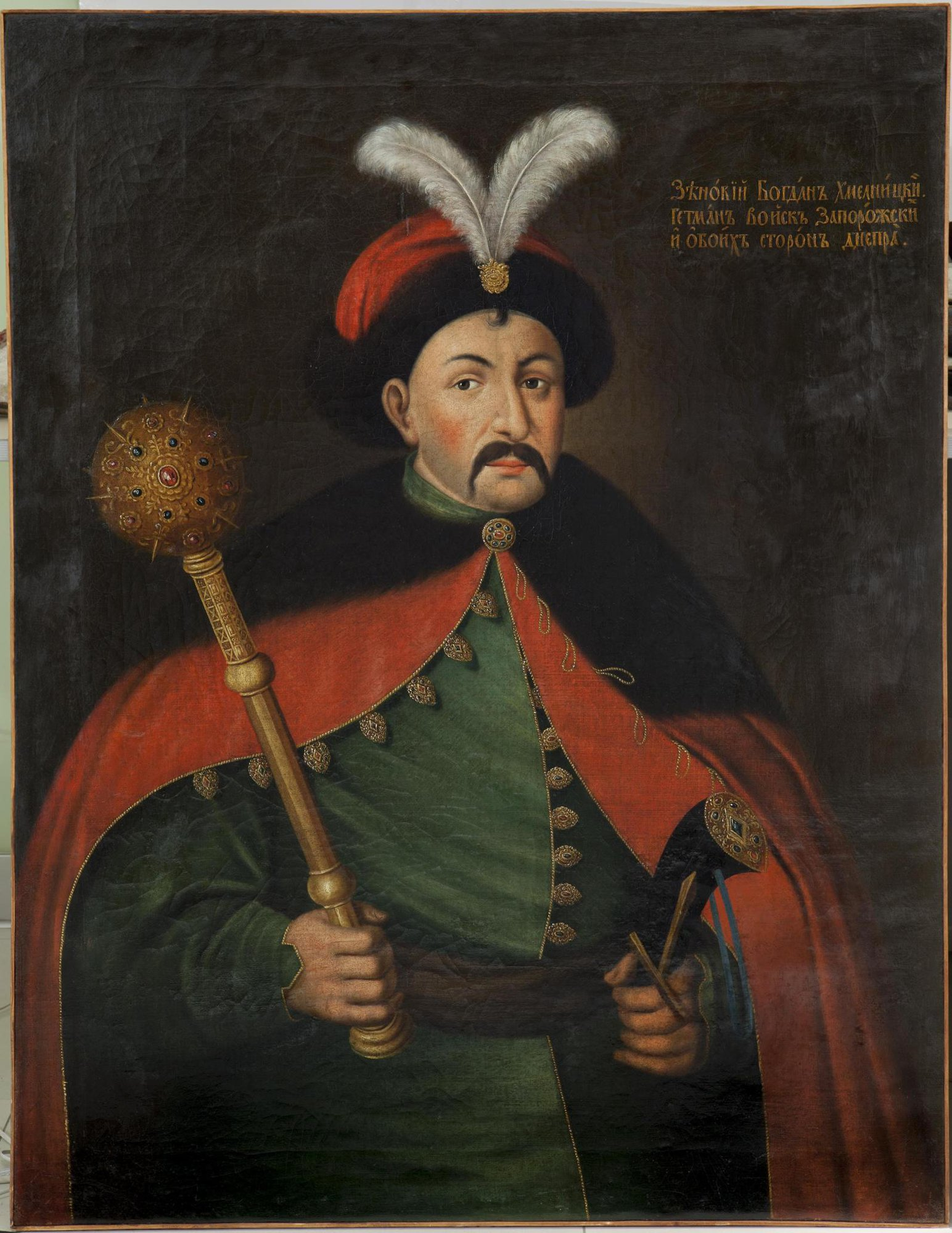
Bohdán Jmelnytsky

### La Rebelión de Jmelnytsky
La victoria de los cosacos en la batalla de Korsun dejó el sureste de la República de las Dos Naciones desprotegido y los cosacos se entregaron a la rapiña. Antes de la llegada de Marek y Juan Sobieski a Polonia, las tropas polacas habían vuelto a ser derrotadas en la batalla de Pliwice, pero el ejército cosaco fue detenido por las fortificaciones de Zamość.
Cuando los hermanos Sobieski llegaron a Zamosc, encontraron allí a su madre y descubrieron que su padre había fallecido. Su madre los instó a que cumplieran con su deber de defender la patria, advirtiéndoles que no tuvieran miedo del combate.
Juan II Casimiro Vasa fue elegido rey de Polonia y envió una delegación para negociar con Bohdán Jmelnytsky, pero una fuerza de 100.000 cosacos puso bajo sitio la ciudad de Zbaraz donde se encontraba Marek Sobieski. 
Juan Sobieski, quien se encontraba en Lublin, se unió a las fuerzas del Starosta de Jaworow formando y comandando su propia bandera de caballería. Juan Sobieski participó en la batalla de Zborow,  la que fue su primera batalla. Los polacos lograron la victoria en la batalla en la que tuvo una gran importancia la caballería polaca y Jmelnytsky fue obligado a firmar una tregua. 

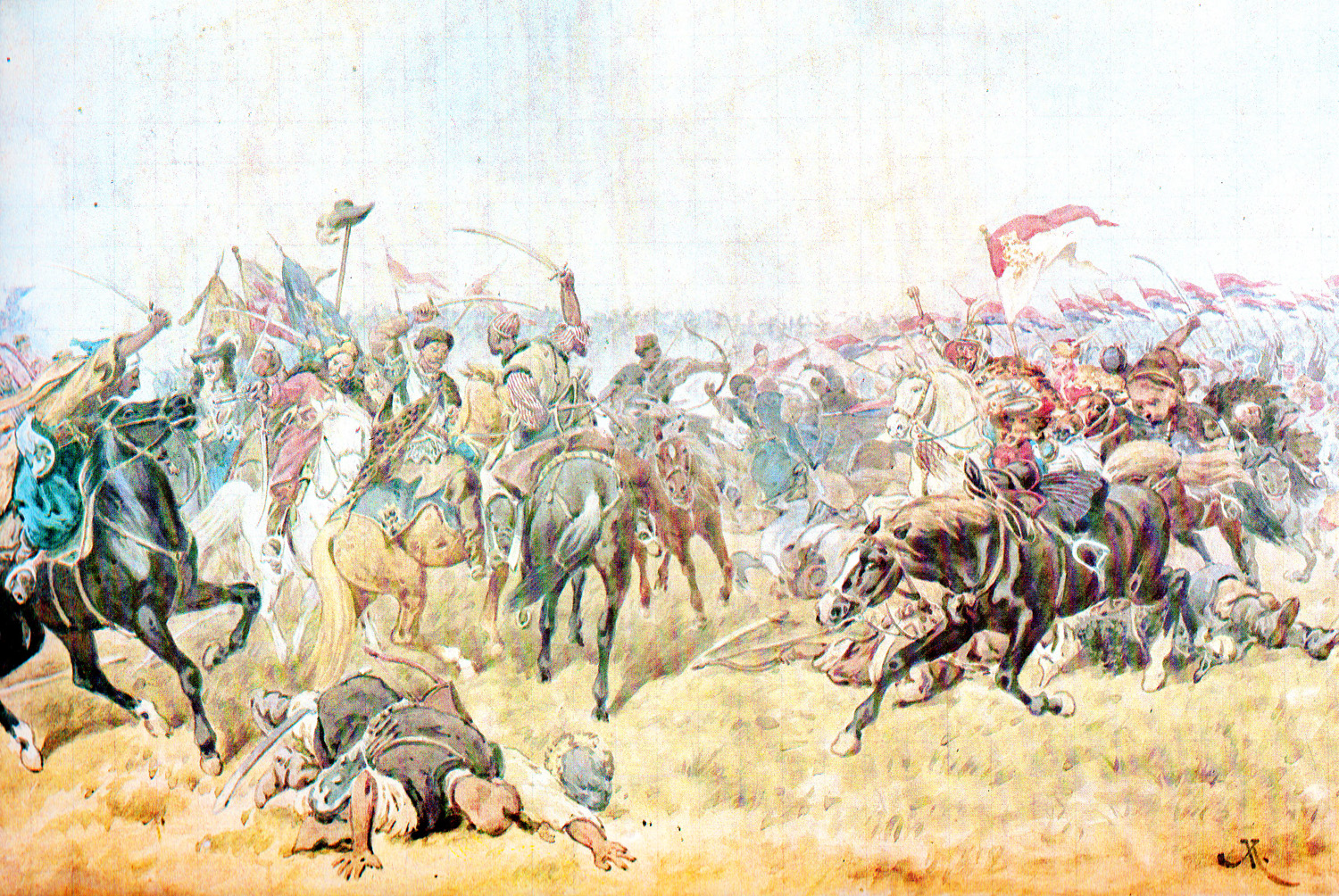
La batalla de Zborow

Después de la tregua, los hermanos Sobieski asistieron a la boda de su hermana Katarzyna quien se casó con el Palatino de Cracovia, Wladyslaw Zaslawski-Ostrogski. Sin embargo, la paz iba a durar poco, ya que Jmelnytsky buscó el apoyo del sultán Otomano y de İslâm III Giray, kan de Crimea.
La batalla entre el ejército polaco (donde se encontraban los hermanos Sobieski) y el ejército cosaco-tártaro tuvo lugar en Beresteczko el 28 de junio de 1650. El primer día de la batalla de Beresteczko los polacos terminaron con ventaja gracias a su caballería. Sin embargo, la caballería tártara se recuperó y varios escuadrones penetraron entre la formación polaca. Juan Sobieski fue herido en la cabeza y hecho prisionero, pero sus compatriotas pudieron rescatarlo. Los tártaros llegaron hasta las cercanías de la posición de Juan II Casimiro, pero fueron finalmente rechazados por la artillería. Al siguiente día el ataque de la caballería del ala izquierda polaca, acompañada por un avance del centro polaco y un fuerte fuego de la artillería, creó una gran confusión entre los tártaros, quienes empezaron a huir dejando a los cosacos en una posición difícil, defendiéndose entre sus carruajes. La resistencia cosaca se alargó y hasta el 10 de julio no fueron finalmente derrotados. La batalla de Beresteczko fue la mayor batalla terrestre del siglo XVII. En ella participaron más de 200.000 soldados y terminó con la muerte de más de 20.000 cosacos, por lo que Jmelnytsky fue obligado a firmar un tratado favorable a la República de las Dos Naciones.

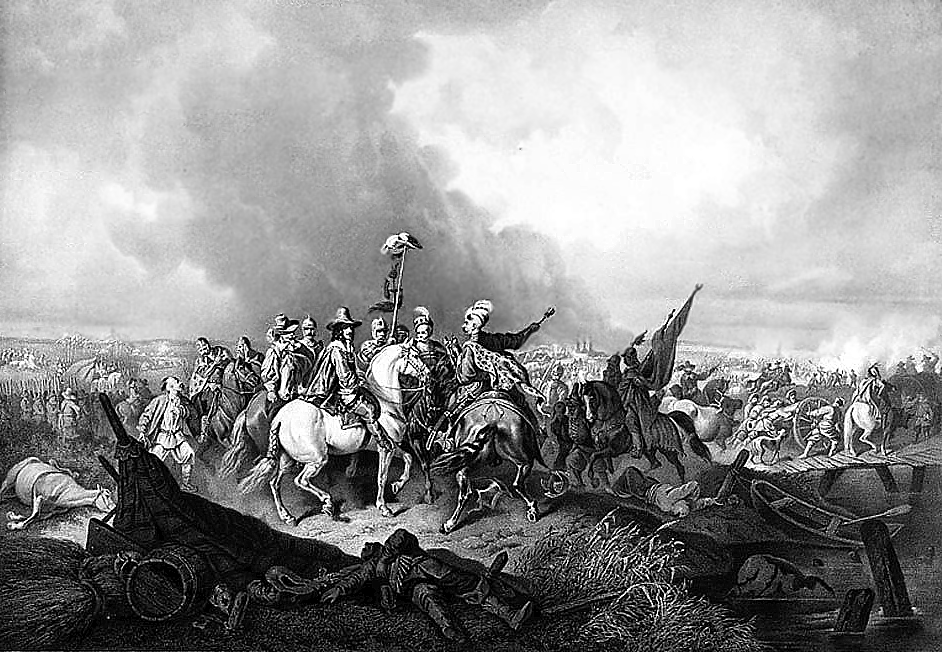
La batalla de Beresteczko

De nuevo Jmelnytsky no se conformó con la situación y buscó apoyo internacional para enfrentarse a la Mancomunidad Polaco-Lituana, aliándose con el Hospodar de Moldavia, pero el Gran Hetman de la Corona, Marcin Kalinowski fue enviado a la frontera para desbaratar cualquier intento de invasión. La intención de los dos hermanos era unirse a este ejército, pero fue frustrada porque Juan Sobieski se vio envuelto en un duelo con un gran magnate lituano llamado Miguel Pac, en el cual recibió peligrosas heridas que lo obligaron a permanecer en cama. Su hermano Marek sí pudo participar en la expedición.
La expedición terminó en fracaso, ya que en la batalla de Batoh (2 de junio de 1652) los cosacos-tártaros consiguieron la victoria y capturaron 8.000 prisioneros, entre los cuales se encontraba Marek Sobieski, quienes fueron ejecutados como venganza por la derrota de Beresteczko.

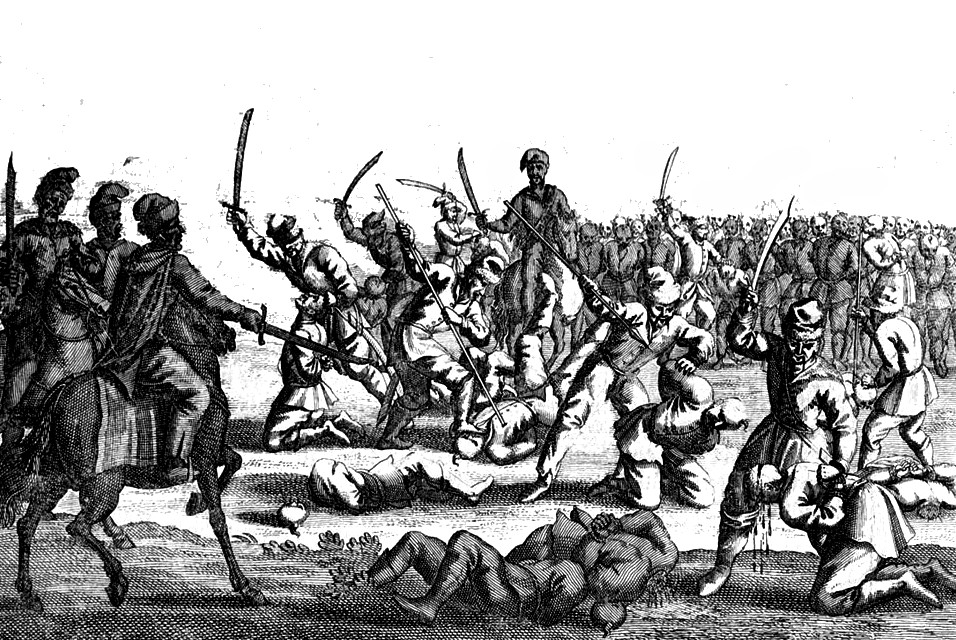
Masacre de los cautivos polacos tras la batalla de Batoh

Cuando se enteró de la noticia, Juan Sobieski se encontró hundido psicológicamente por el trágico final de su hermano. Durante días su madre no le dirigió la palabra, ya que siempre había sentido debilidad por Marek, pero Juan Sobieski permaneció a su lado intentando reconfortarla.
Al año siguiente Juan Sobieski participó en la campaña militar contra los cosacos y los tártaros. 
En Zborov estalló un motín entre el ejército polaco y todos los medios de persuasión habían sido en vano. Juan Sobieski que pidió se le confiase sofocar la rebelión y el general se lo permitió, aunque no confiaba gran cosa de Juan, quien solo contaba con 20 años. Gracias a su gran elocuencia y su retórica apasionada y convincente supo contagiar a los sublevados de su espíritu patriota y los soldados volvieron a la obediencia. Gracias a esta acción, Juan Sobieski fue recompensado con el ascenso a abanderado de la corona.

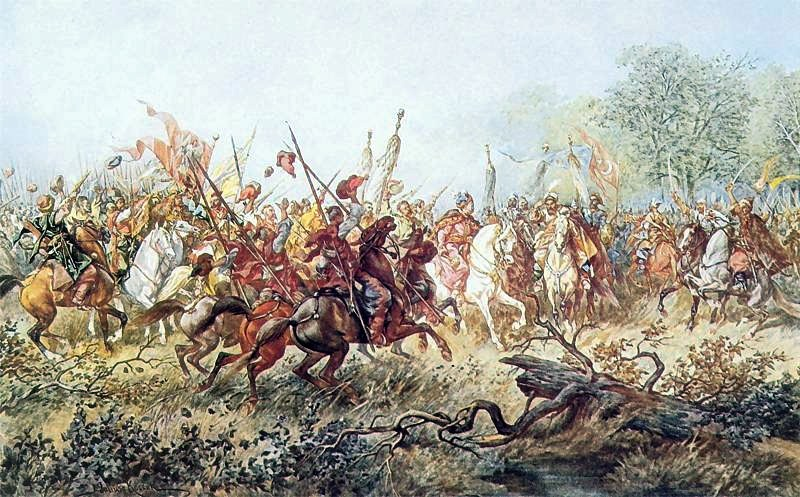
Bohdán Jmelnytsky y el ejército cosaco se reúne con los tártaros comandados por Tugay Bey

Se volvió a firmar la paz y el Kan de Crimea pidió como garantía del cumplimiento de los compromisos de paz la entrega de rehenes entre los oficiales polacos. Juan Sobieski que había adquirido ya cierto estatus fue uno de los elegidos por el kan como rehén
Tras pasar un tiempo con los tártaros, Juan Sobieski regresó a Polonia, pero poco después la guerra volvió a empezar. Juan Sobieski se unió al ejército y fue destinado al Palatinado de Belz, en la frontera ucraniana, pero tuvo que retirarse a curarse de una herida de la cabeza que recibió de una escaramuza
Durante tres años más Juan Sobieski y las tropas polacas se enfrentaron con los cosacos que recibieron la ayuda de Alejo I de Rusia. Por si la guerra con los cosacos y los rusos no fuera suficiente, una parte de los nobles polacos descontentos invitaron a Carlos X Gustavo de Suecia a tomar el trono polaco y se hizo con el poder en la Gran Polonia, Mazovia y Cracovia.

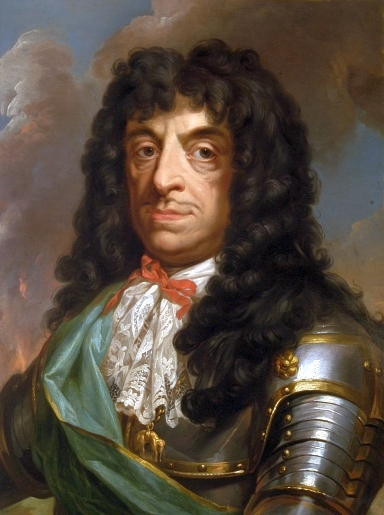
Juan II Casimiro de Polonia. Obra de Marcello Bacciarelli

Juan II Casimiro Vasa tuvo que huir a Silesia.

### El Diluvio
La invasión sueca de Polonia, conocida comúnmente como el Diluvio, fue un momento crítico en la historia polaca, ya que gran parte del reino polaco fue controlado por los suecos y muchos nobles se unieron a este ejército. Juan Sobieski se mantuvo fiel a Juan II Casimiro. 
Entre Malbork y Elblag derrotó con 400 jinetes a seiscientos jinetes suecos. 
En 1655 Lituania se pasó voluntariamente al bando sueco, pero el Kanato de Crimea, viendo el peligro que suponía tener cerca de sus fronteras una potencia militar como Suecia, decidió apoyar a la República de las Dos Naciones y Sobieski se puso al mando de los tártaros.

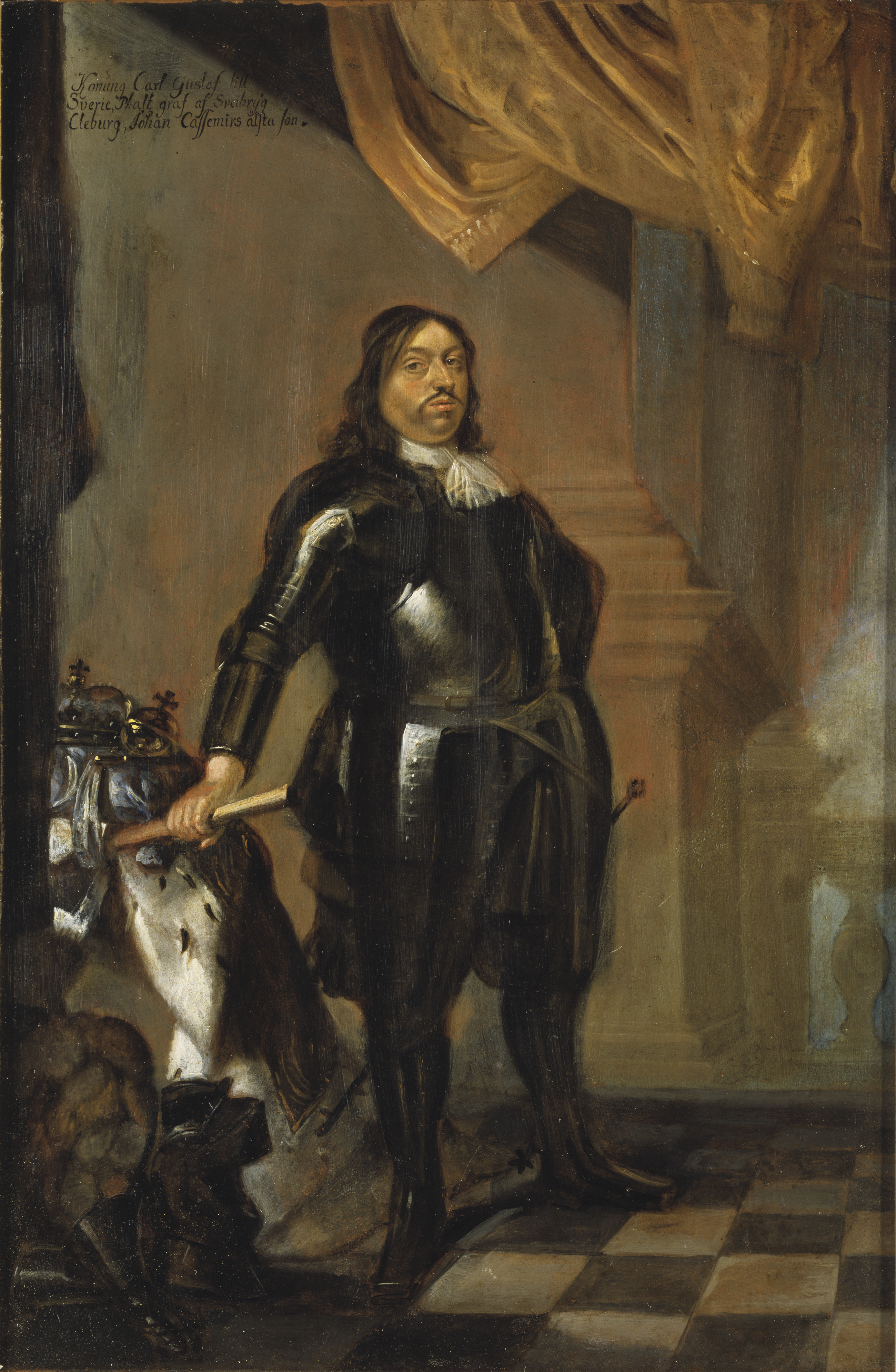
Carlos X Gustavo de Suecia. Obra de Abraham Wuchters

Con el apoyo tártaro las cosas cambiaron rápidamente. Lituania fue liberada de los suecos y Varsovia quedó liberada. Un ejército brandemburgués avanzaba para apoyar a Suecia y Juan Sobieski fue capaz de bloquear el Vístula y acosar a las tropas del elector de Brandeburgo.
Carlos X Gustavo envió contra él a Robert Douglas, conde de Skenninge. Juan Sobieski dejó a la infantería bloqueando el Vístula y avanzó con la caballería hacía el río Pileza, cruzó el río y sorprendió a Douglas haciéndole retirar. 
Jorge Rákóczi II, príncipe de Transilvania, declaró la guerra a la Mancomunidad Polaca-Lituana, invadió Polonia al mando de 30.000 hombres y se unió a Carlos X Gustavo, y ambos sitiaron Varsovia. Juan Sobieski participó en la batalla de Varsovia, una batalla de tres días (18-20 de julio de 1656), que finalmente se decidió del lado sueco. 

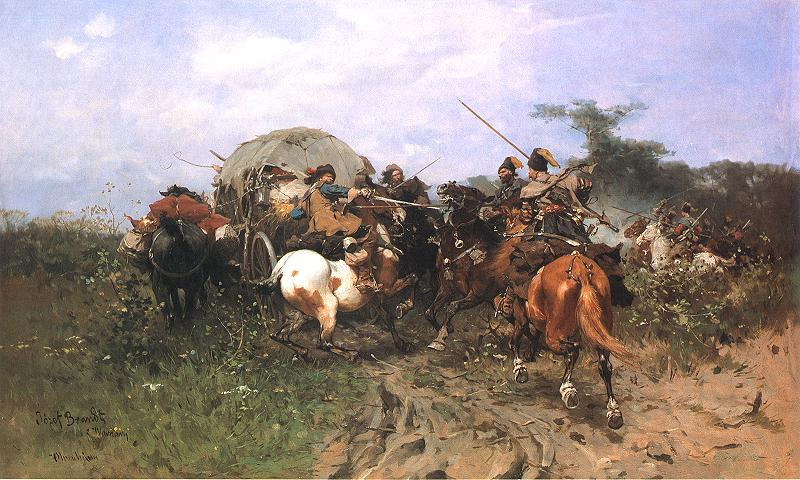
Escaramuza entre polacos y suecos. Obra de Józef Brandt.

Sin embargo, los daneses, alarmados por las conquistas de Carlos X Gustavo, dieron comienzo a la guerra sueco-danesa (1657-1658), lo que obligó al rey sueco a abandonar Polonia. La paz con Suecia se firmó definitivamente en 1660 y es conocida como Tratado de Oliva. La Mancomunidad Polaco-Lituana sería la gran perdedora porque tendría que ceder territorios a Suecia y reconocer la independencia del Ducado de Prusia, que se encontraba bajo el control de los Hohenzollern de Brandeburgo.
En 1657 el príncipe Jerzy Sebastian Lubomirski y Juan Sobieski se internaron en Transilvania para tomar represalias contra Jorge Rákóczi II, quien se vio obligado a aceptar una paz humillante.

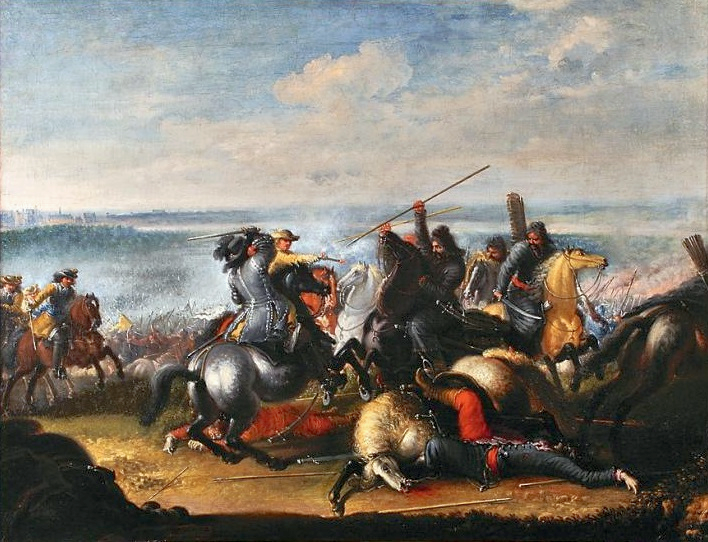
Batalla de Varsovia. Obra de Johan Philip Lemke

Los únicos enemigos de Polonia que quedaban eran Rusia y los cosacos y Juan Sobieski fue enviado a atacar a los cosacos, logrando una victoria completa. Esta victoria desmoralizó a los rusos y las tropas polacas pudieron tomar Vilna con facilidad tras lo que se firmó una paz entre los dos países favorable a la República de las Dos Naciones.

### Rokosz de Lubomirski
En 1664 Jerzy Sebastian Lubomirski, Gran Mariscal de Polonia, fue acusado por Juan II Casimiro de traición tras oponerse al rey, que pretendía elegir su sucesor. Lubomirski se retiró a Breslavia desde donde dirigió un rokosz

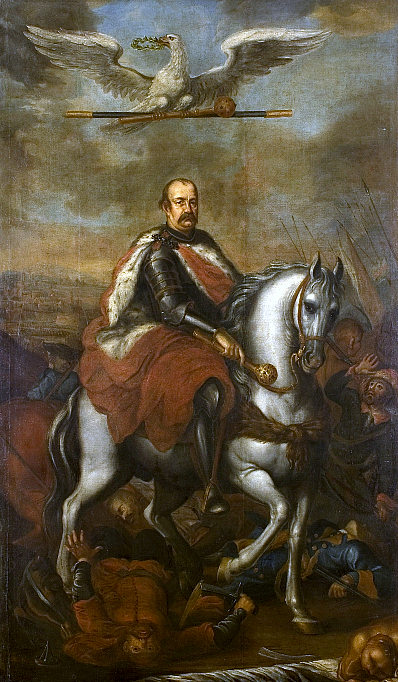
Jerzy Sebastian Lubomirski.

Juan Sobieski fue puesto por Juan II Casimiro al frente del ejército fiel al soberano. A pesar de comandar por primera vez un ejército polaco, la situación fue difícil para Juan Sobieski, puesto que había luchado varias veces junto a Lubomirski. En la batalla de Mątwami (13 de julio de 1666) la victoria sonrió a Lubomirski, pues Juan II Casimiro obligó a Juan Sobieski a cruzar un pantano para atacar a las tropas de Lubomirski, a pesar de que Sobieski avisó de lo peligroso de esta maniobra. Las tropas realistas no pudieron desplegarse y eran atacadas desde varios lados al mismo tiempo por las tropas de Lubomirski. Las tropas realistas perdieron 4.000 hombres.
Poco después Juan II Casimiro llegó a un acuerdo con Jerzy Sebastian Lubomirski, por el cual no volvería a interferir en la elección de su sucesor, y revocó los cargos contra el noble. Por su parte, Lubomirski no intentó recuperar sus dignidades. Tras el acuerdo se retiró a Breslavia, donde falleció meses después

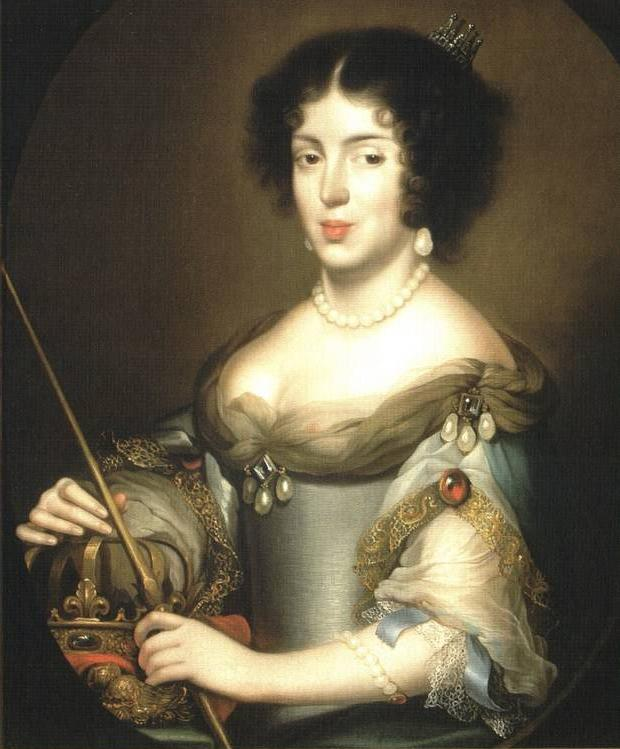
Maria Casimira Luisa de la Grange d'Arquien. Obra de Daniel Schultz

### Breve período de paz
Tras varios años de guerra ininterrumpida, Juan Sobieski pudo disfrutar por fin de algo de paz y en 1665 conoció a Maria Casimira Luisa de la Grange d'Arquien, una dama francesa que había acompañado a María Luisa de Gonzaga cuando esta contrajo matrimonio con Vladislao IV Vasa. Con anterioridad había estado casada con Juan Zamoyski, con quien había tenido cuatro hijos que no llegaron a adultos, pero se quedó viuda antes de conocer a Juan Sobieski
Juan Sobieski no tardó en enamorarse de María Casimira, quien correspondió a ese amor. La reina descubrió a los amantes y obligó a que el matrimonio se celebrase sin demora.

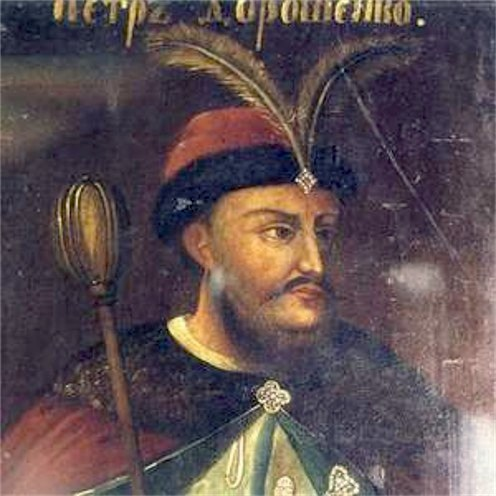
Petro Doroshenko.

Al año siguiente de su matrimonio (1667), Juan Sobieski fue nombrado Comandante en jefe del ejército polaco y Gran Mariscal, por lo que se convirtió en uno de los personajes más poderosos de Polonia.

### La revuelta de Doroshenko y la guerra contra Turquía
En 1666 el atamán cosaco Petro Doroshenko rehusó la autoridad polaca y se alió con los tártaros contra la Mancomunidad Polaco-Lituana. 
Juan Sobieski, como máximo oficial del ejército polaco, dio comienzo a una frenética actividad y aumentó el tamaño del ejército. Envió partidas para acabar con las incursiones tártaras y hostigar a los invasores, mientras preparaba un pequeño ejército para enfrentarse a Petro Doroshenko.
La confrontación entre Petro Doroshenko y Juan Sobieski tuvo lugar en la batalla de Podhajce (6 a 16 de octubre de 1667), donde el ejército polaco, muy inferior numéricamente, adoptó una posición defensiva en la que la artillería y la infantería polaca pudieron detener a las tropas cosaco-tártaras. Durante varios días se repitieron los ataques de los cosacos, hasta que por fin se produjo un ataque general de los cosaco-tártaros que fue respondido por Juan Sobieski con un ataque al flanco izquierdo de la caballería polaca.

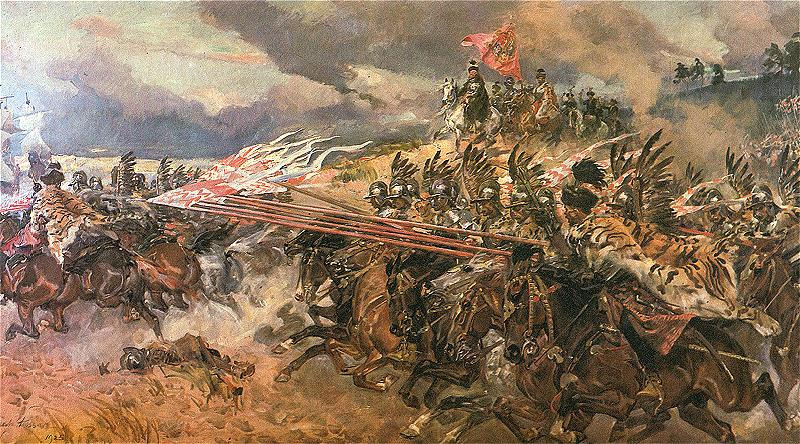
Húsares alados polacos. Obra de Wojciech Kossak.

En 1668 Juan II Casimiro abdicó del trono polaco y toda la atención de la República de las Dos Naciones se centró en la elección de un nuevo rey y, aunque había varios candidatos extranjeros, impuestos por las potencias que querían controlar la Mancomunidad, principalmente el Sacro Imperio Romano Germánico y Francia, los condes palatinos propusieron a Miguel Korybut Wisniowiecki, quien fue finalmente elegido. El nuevo rey se apoyó para gobernar en Miguel Casimiro Pac y en su sobrino Miguel Pac, quienes sentían gran animadversión por Juan Sobieski.
Mientras tanto Juan Sobieski seguía luchando contra Petro Doroshenko y sometió a la obediencia polaca el territorio entre el río Bug Meridional y el Dniéster, de manera que al atamán cosaco no le quedó otra opción que pedir ayuda a Mehmed IV, sultán del Imperio Otomano.

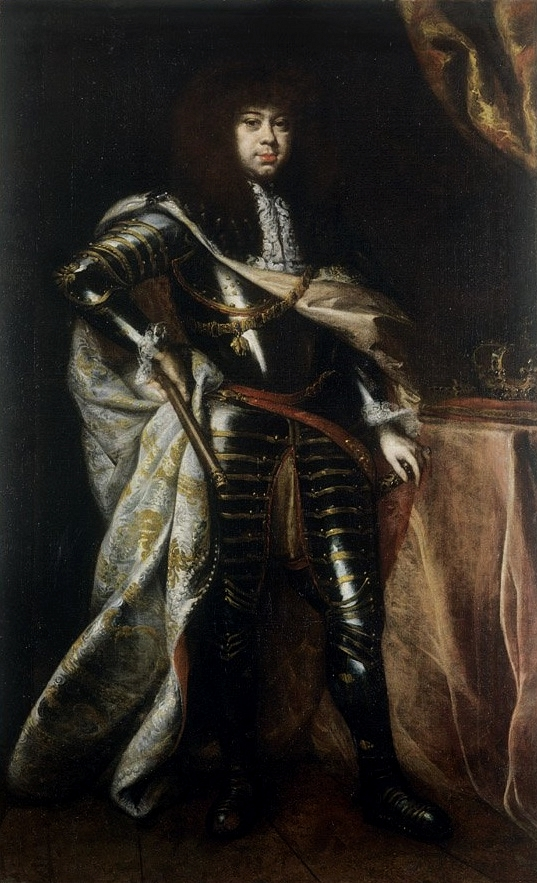
Miguel Korybut Wisniowiecki. Obra de Daniel Schultz

En diciembre de 1671, el sultán Mehmed IV y el Gran Visir Fazil Ahmed informaron a la corte polaca de la soberanía turca sobre los cosacos y exigieron la retirada de los ejércitos de la Mancomunidad de Ucrania. En la corte de Varsovia algunos abogaban por privar al Imperio Otomano de todo pretexto para entrar en guerra y otros estaban indignados por las pretensiones turcas. Miguel Korybut Wisniowiecki decidió enviar una respuesta amenazante, pero rápidamente se formó una liga nobiliaria para destronar al rey y coronar a Carlos V de Lorena.
Juan Sobieski, como enemigo de la familia Pac, apoyó a la liga nobiliaria y convenció a los líderes de la Liga de que era mejor opción coronar al Conde de Longueville, pero el conde falleció al poco tiempo cerca del Rin en la Guerra franco-holandesa. Poco después Miguel Korybut Wisniowiecki ofreció una recompensa por la cabeza de Juan Sobieski, lo que llenó de indignación a los soldados polacos, que juraron defender a su comandante

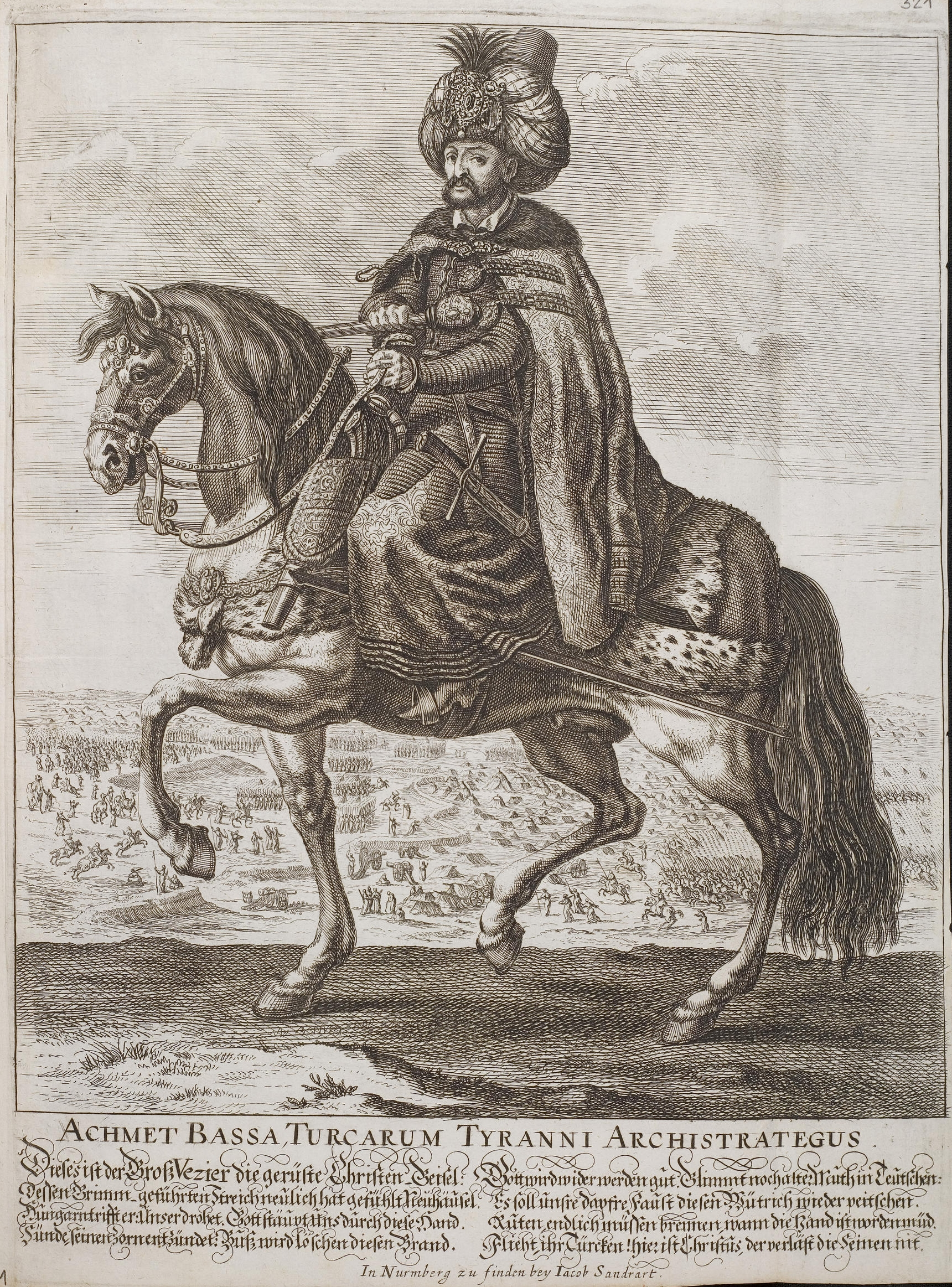
Fazil Ahmed. Obra de Jacob von Sandrart

Mientras los polacos se enzarzaban en una guerra civil, Fazil Ahmed había preparado la guerra contra la Mancomunidad Polaco-Lituana. El primer objetivo de los otomanos fue la capital de Podolia, Kamianets-Podilskyi. Juan Sobieski, conocedor de la importancia de la ciudad, dejó a un lado los conflictos internos y envió ocho regimientos de infantería para reforzar la guarnición, pero el gobernador de la ciudad, fiel a Miguel Korybut Wisniowiecki, negó la entrada a la ciudad de estas tropas por miedo a alguna argucia.
Poco después, 150.000 soldados otomanos, tártaros y cosacos pusieron bajo sitio a Kamianets-Podilskyi. Juan Sobieski, cuyo ejército no contaba más que con 30.000 hombres, no pudo acudir en ayuda de la ciudad, sino que se dirigió a territorio tártaro liberando a decenas de miles de polacos que se encontraban cautivos. 

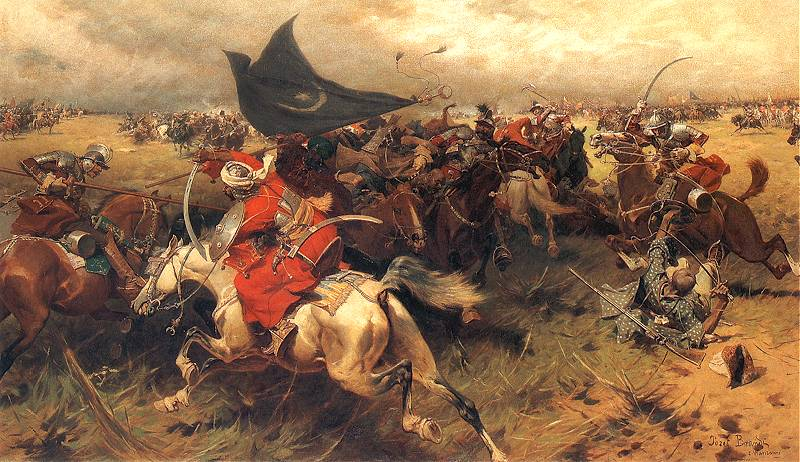
Lucha entre turcos y polacos por un estandarte. Obra de Józef Brandt.

Kamianets-Podilskyi se rindió finalmente el 29 de agosto de y el rey polaco aceptó firmar el 18 de octubre de 1672 el tratado de Buczacz, por el que perdió Ucrania y Kamianets-Podilskyi y se comprometió al pago de un tributo al sultán.
Juan Sobieski, aunque aún seguía proscrito por el rey polaco, fue invitado por éste a una dieta que se iba a celebrar en Varsovia a principios de 1673. Muchos partidarios de la Liga Nobiliaria le recomendaron que no acudiese, pero Juan Sobieski ocupó su lugar en la Dieta.
En esta Dieta, en gran parte gracias a la actuación de Juan Sobieski, el tratado se declaró nulo. El gobernador de Kamianets-Podilskyi acusó a Juan Sobieski de entregar la ciudad. pero una comisión del Senado declaró a Sobieski inocente.
Juan Sobieski fue puesto al frente del ejército polaco y se le permitió hacer uso del tesoro de Cracovia. Raudo inició los preparativos de la campaña y recabó informes sobre la situación de las tropas otomanas que habían quedado en Podolia.

#### La batalla de Chocim
Los ejércitos de la Mancomunidad convergieron en Gliniank Skwarzaw, cerca de Leópolis. El 8 de octubre el rey, Miguel Korybut Wisniowiecki, pasó revista a los ejércitos, ya que había decidido dirigir el ejército. Sin embargo, sintió unos repentinos dolores y los médicos decretaron que debería guardar reposo. El 9 de octubre las tropas comenzaron a marchar hacia Trembowli, donde se unirían con el ejército lituano e invadirían Moldavia.
El plan de campaña era simple. Kamianets-Podilskyi no podía ser tomado en un asedio, ya que los polacos no poseían artillería de sitio. Por eso, la intención de Juan Sobieski era ir directo hacia las fuerzas otomanas, golpearlas, rechazarlas y colocar a Kamieniec Podolski a 150 millas de cualquier socorro turco. Creyendo que las fuerzas otomanas estacionadas en Cecora serían más numerosas, Sobieski decide dar combate a los turcos situados en Chocim.

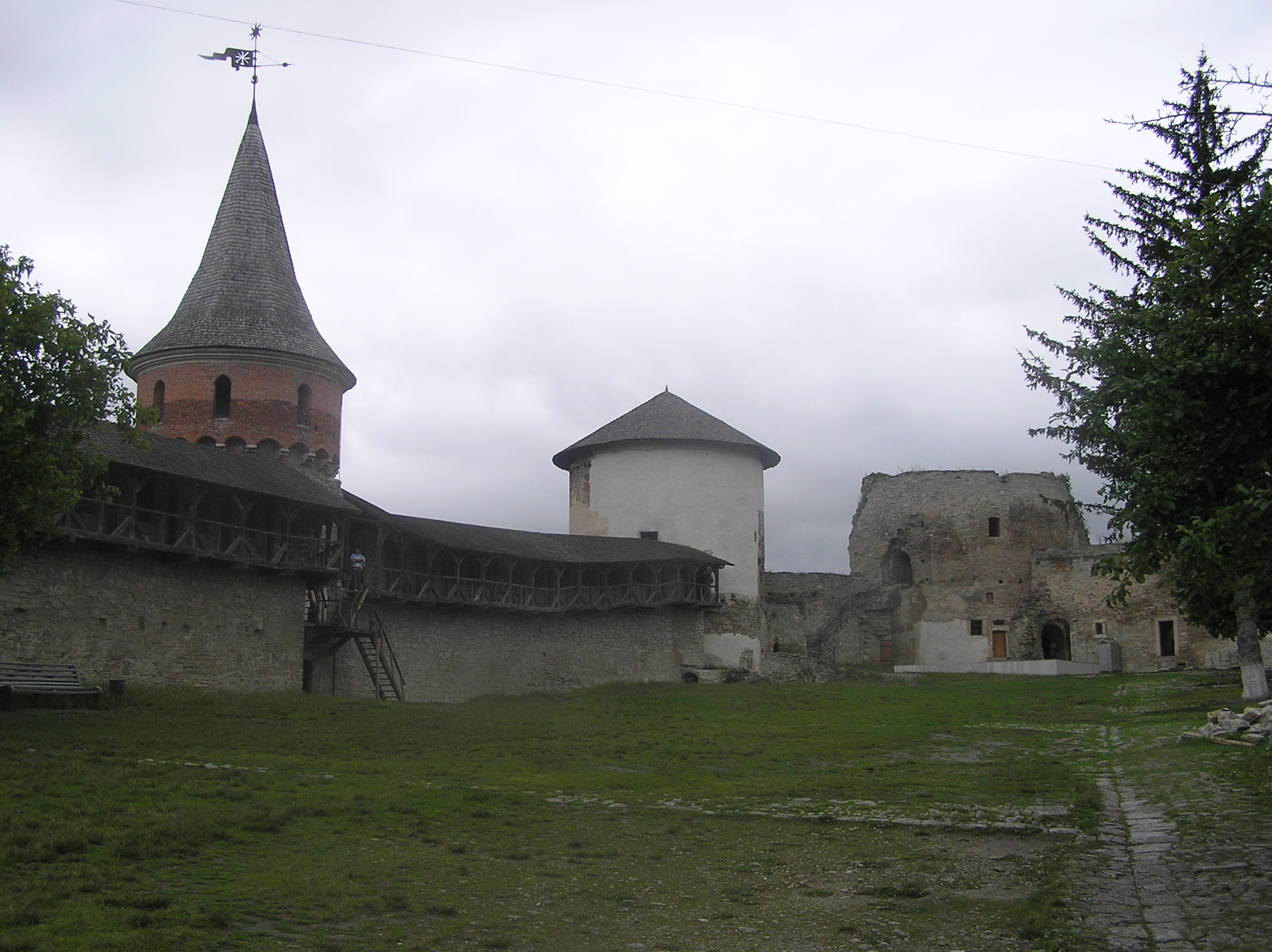
Murallas de Kamianets-Podilskyi

Las condiciones de la marcha del ejército fueron difíciles. El ejército tuvo que avanzar entre bosques bajo un clima adverso y soportando el hambre. Muchos soldados protestaban y pedían volver a su país, pero Juan Sobieski prometió alimentos, pastos para los caballos y el saqueo rico del campamento turco. Poco después se unió a los polacos un grupo de valacos, comandados por el Príncipe Stephen Petryczaïko, que habían abandonado a los turcos para luchar junto a los cristianos. El 9 de noviembre el ejército llegó a Chocim, donde fue recibido con el sonido del cañoneo turco.
El campamento de Hussein Pasha se hallaba en una meseta plana. A la derecha se encontraba Chocim y su fortaleza. El campamento controlaba los caminos de Iași y Czemiowiec. Al este del campo servía de defensa el Dniéster, al norte y sur enormes barrancos servían de foso y solo el lado occidental estaba algo más expuesto, por lo que se le había fortalecido con fosos. Sobre el Dniéster se había construido un puente de pontones para mantener la comunicación con la fortaleza de Kamieniec Podolski. El ejército otomano había añadido a la fortificación defensas naturales como canales y arroyos. Si todo esto fuera poco, una poderosa artillería volvía la posición defensiva en casi inexpugnable.

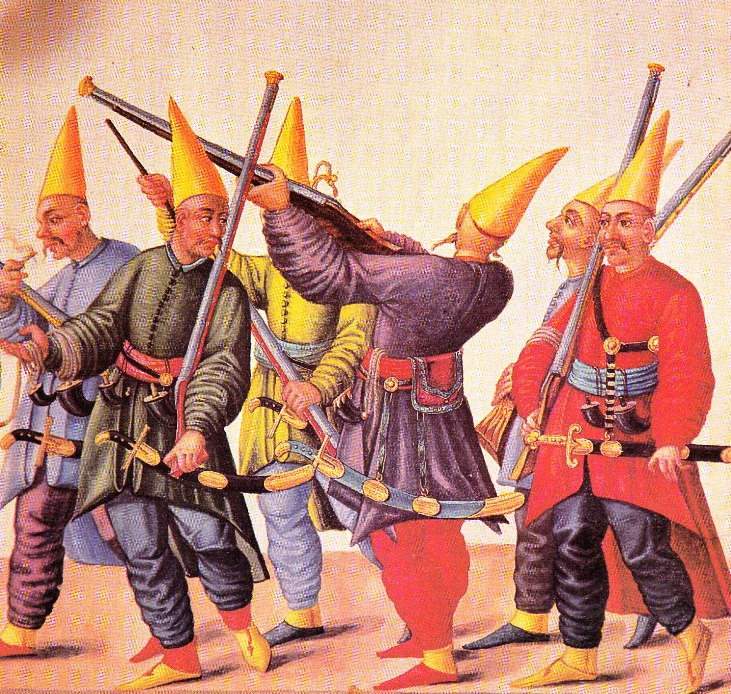
Jenizaros

Miguel Casimiro Pac, quien se encontraba en el ejército como Gran General de Lituania, intentó que no se diese batalla, pues el ejército polaco se encontraba en inferioridad y amenazó con retirar a sus soldados lituanos, para preservarlos según él para el servicio futuro de su país
El día 10 de noviembre el ejército polaco se desplegó para la batalla, pero Juan Sobieski decidió mantener a sus hombres inactivos durante todo el día y la noche.
Esa noche nevó en abundancia y si las tropas polacas sufrieron, más aún lo hicieron los turcos, quienes no estaban acostumbrados a un clima tan frío. Poco después del amanecer del día 11 de noviembre dio comienzo la batalla de Chocim que terminó con la victoria polaca. 

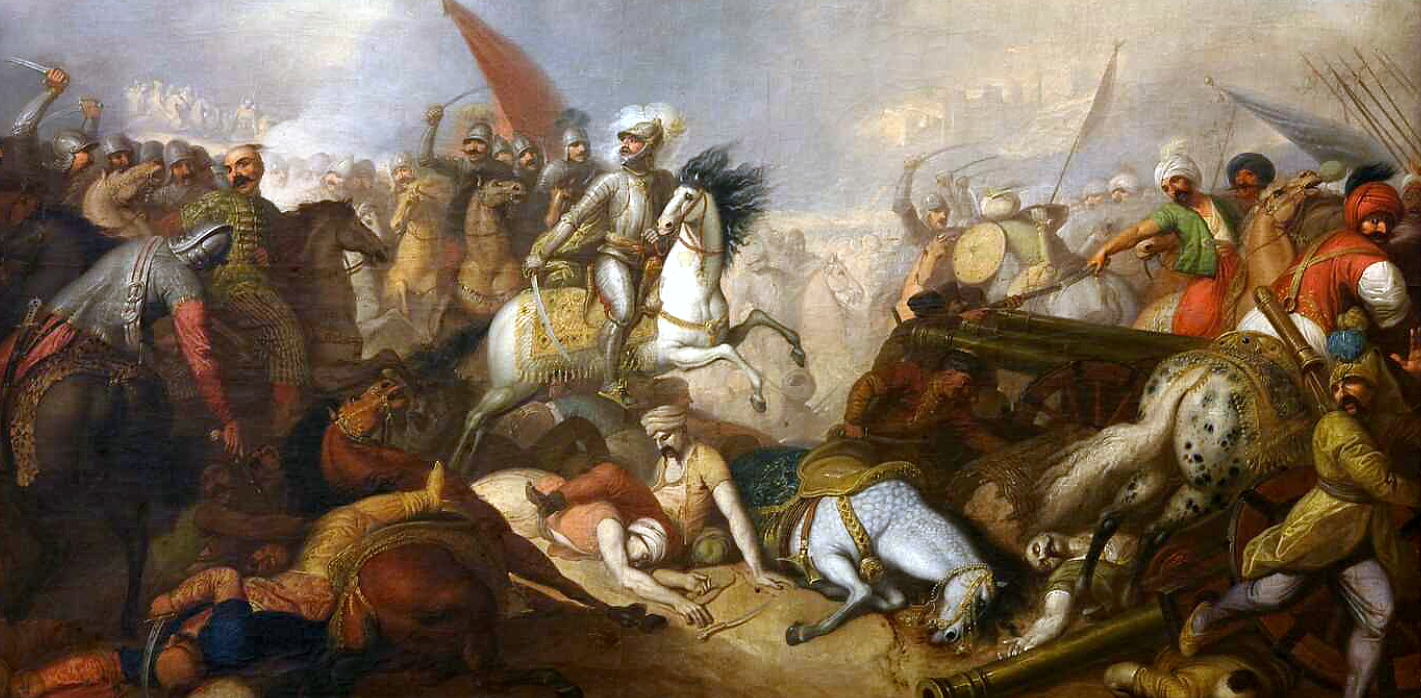
Batalla de Chocim. Obra de Franciszek Smuglewicz.

Los otomanos perdieron 40.000 muertos otomanos, entre ellos muchas de sus mejores tropas, casi 20.000 cipayos y 8.000 jenízaros, y se habían capturado más de veinte cañones, numerosos estandartes, caballos turcos, camellos, mulas, plata, oro y numerosos prisioneros que fueron pasados a cuchillo con el fin de que su vigilancia no les impidiera continuar la campaña.
La victoria en esta batalla costó a los polacos y lituanos entre 1200 y 1500 muertes, incluyendo numerosos oficiales, y también muchos heridos.
Tras la batalla se dirigió a Chocim, que se rindió tras un acuerdo de capitulación generoso por parte de Juan Sobieski. Permitió que las tropas otomanas marchasen libremente a Kamianets-Podilskyi con sus pertenencias.

### Coronación como rey
Tras la victoria, Juan Sobieski podía haber explotado la victoria y liberado Podolia de turcos, cosacos y tártaros, pero la noche anterior a la batalla había fallecido Miguel Korybut Wisniowiecki y la expedición se paralizó, pues se opinó que lo principal en aquel momento era elegir rey, por lo que el ejército volvió a territorio polaco.

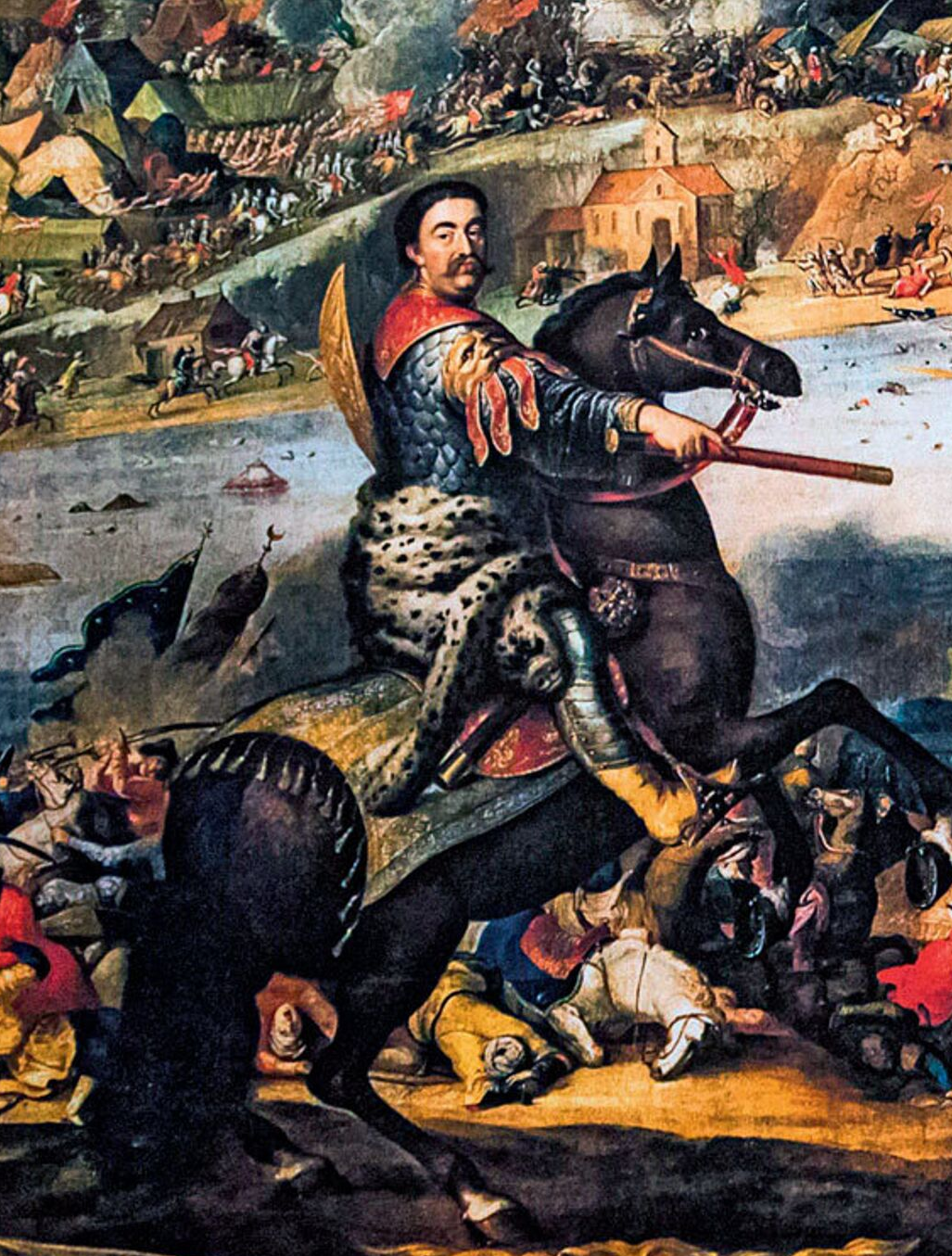
Juan III Sobieski en la Batalla de Chocim. Obra de Andreas Stech

La Dieta para elegir el nuevo rey fue fijada para el 15 de enero de 1674. Existían varios competidores como Carlos de Lorena, quien era apoyado por Miguel Casimiro Pac, o Felipe Guillermo de Neoburgo, príncipe de Neoburgo, o Luis II de Borbón-Condé  pero finalmente la cercanía de su victoria en Chocim y su fama de buen militar hicieron que el elegido fuera Juan Sobieski.
El 5 de junio de 1674 tuvo lugar la ceremonia y el primer acto de su gobierno fue restaurar en la familia Lubomirski la dignidad de Gran Mariscal, tras lo que corrió a ponerse a la cabeza del ejército para continuar con la guerra contra el Imperio Otomano.
El primer objetivo de la nueva campaña fue Ucrania y las ciudades de Bar, Nemírov, Kalnic   y Pavoloc  cayeron pronto en poder polaco. Sin embargo, Juan Sobieski tuvo que ver cómo Miguel Casimiro Pac se llevaba a parte de las tropas a Lituania, con la excusa de la falta de provisiones, por lo que tuvo que detener la ofensiva.

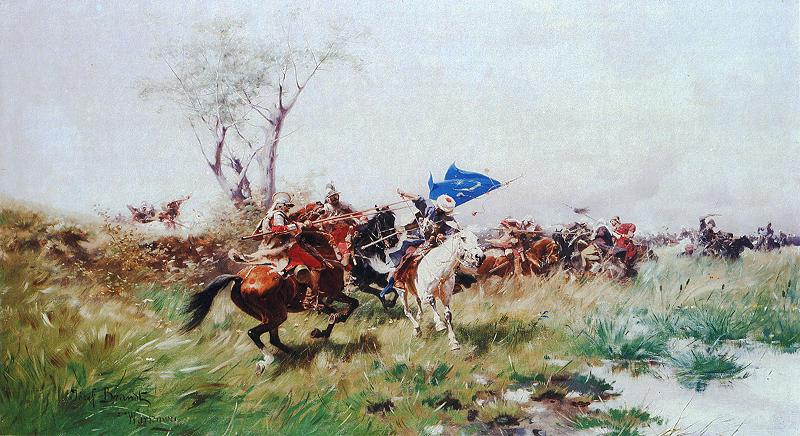
Ataque de la caballería polaca a los otomanos. Obra de Józef Brandt

#### La batalla de Leópolis
Para la campaña de 1675, Juan Sobieski conoció que se estaba reuniendo un importante ejército otomano en Ucrania bajo el mando de Ibrahim Shyshman, quien tras asediar Uman  se dirigió a Podolia y puso bajo asedio la fortaleza de Trembowla, mientras que un ejército tártaro de 50.000 soldados, bajo el mando de Nuradyn Safa Girej, atacaría a Juan Sobieski en Leópolis.
Juan Sobieski sabía del avance de los tártaros y desplegó a su ejército de 6.000 hombres con la suficiente habilidad para hacerle creer que su número era superior. La batalla de Leópolis  (el 24 de agosto de 1675) terminó con la victoria polaca. 15.000 tártaros perecieron y el resto huyó, amparándose en la oscuridad.
Juan Sobieski puso en marcha su pequeño ejército y partió en auxilio de la fortaleza de Trembowla. A pesar de la inferioridad numérica polaca, Ibrahim Pasha levantó el asedio de la plaza al enterarse del avance polaco y se retiró a Jarow  con la mitad de su ejército. El resto del ejército otomano fue sorprendido por la rapidez de movimientos del rey polaco y se vio obligado a aceptar un encuentro en el que perdieron ocho mil hombres.

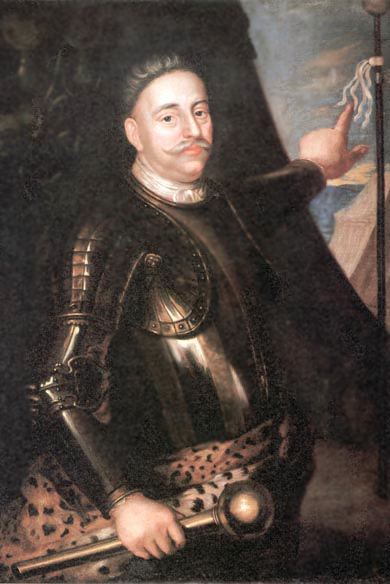
Stanisław Jan Jabłonowski.

Tras la exitosa campaña del verano de 1675 Juan Sobieski mandó a las tropas a descansar a los cuarteles de invierno y marchó a Zolkiew  para pasar un tiempo con su familia. También celebró una Dieta en la que nombró a Stanisław Jan Jabłonowski Teniente General de Polonia y recaudó dinero para armar un ejército de 40.000 hombres.

#### La batalla de Zurawno
El ejército otomano comandado por Ibrahim Szejtan contaba con 120.000 hombres y se unió en el Dniester a un ejército tártaro de 80.000 hombres. Juan Sobieski, conocedor de los movimientos de sus adversarios, cruzó el Dniester a cierta distancia y se dirigió a Zurawno, atrincherándose en una posición fuerte, donde el río Suwitz se unía al Dniester. Ibrahim Szejtan se dirigió hasta esta posición y dio inicio a la batalla de Zurawno, en la que el ejército otomano cercó durante semanas al ejército polaco.

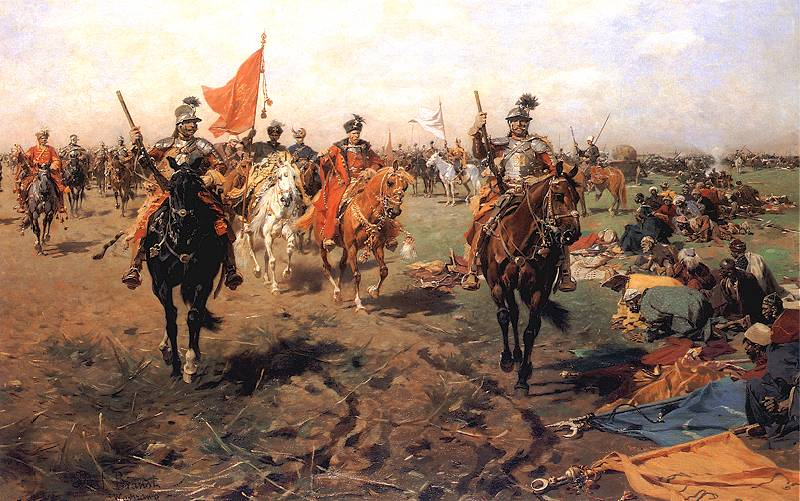
Rendición de soldados turcos ante los polacos. Obra de Józef Brandt

Durante algunas semanas hubo escaramuzas entre los dos ejércitos. Los turcos habían realizado algunos ataques sin éxito y los polacos habían realizado varias salidas que tampoco habían cambiado la situación, por lo que Ibrahim Szejtan decidió rendir al ejército polaco por hambre.
Algunos oficiales polacos estaban preocupados por la situación e instaron a Juan Sobieski a negociar. El rey polaco aceptó y por mediación de un jefe tártaro presentó sus condiciones, que parecían más una provocación que unas condiciones de paz: devolución de Kamianets-Podilskyi, evacuación de Ucrania y retirada de su protección sobre los cosacos.
Ibrahim Szejtan, furioso por las condiciones de paz, se negó a enviar respuesta.
Tras varios días más de espera, en la que los ejércitos se encontraron alineados uno frente al otro sin combate, Juan Sobieski fue consciente de que debería intentarse abrirse paso por el enemigo. 
Sin embargo, el día anterior a que se realizase el ataque programado una delegación turca llegó al campamento ofreciendo la paz si los polacos pagaban un tributo, pero esta opción fue rechazada por Juan Sobieski. A la mañana siguiente una nueva delegación llegó para negociar un tratado de paz. El Tratado de Zurawno acordaba la retención por parte de Polonia de dos terceras partes de Ucrania mientras que la otra parte se convertiría en un protectorado cosaco de los otomanos. Toda Podolia, excepto Kamianets-Podilskyi y Jaslowiecz volvería, asimismo, a manos polacas y todos los prisioneros de ambas partes, liberados.

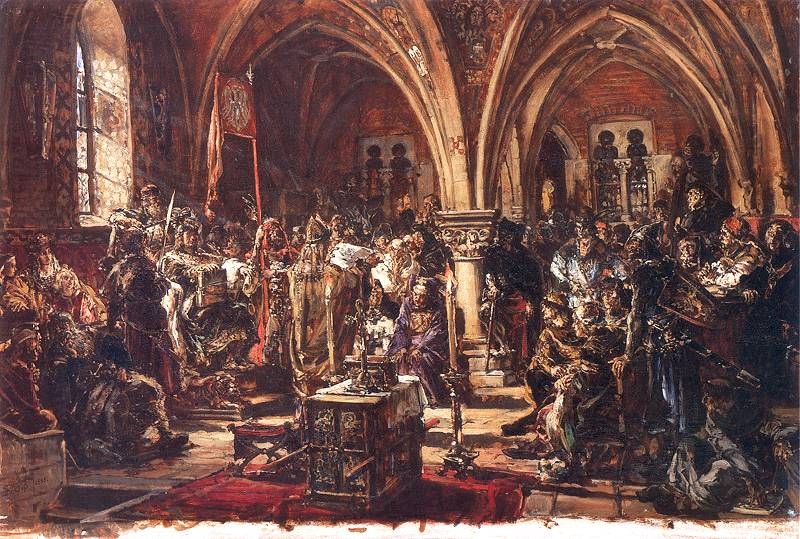
Reunión del Sejm. Obra de Jan Matejko

### El reino en paz
Tras la guerra polaco-turca (1672-1676) la República de las Dos Naciones se vio en paz por primera vez en mucho tiempo. Juan Sobieski se acercó diplomáticamente a Luis XIV de Francia, que le nombró caballero de la Orden del Espíritu Santo, y bajo la influencia del rey, la corte polaca se convirtió en un refugio de hombres de letras y artistas europeos. Juan Sobieski fue un generoso mecenas.

Poco a poco el marqués de Bethune, quien estaba casado con la hermana de María Casimira de la Grange d´Arquien adquirió una gran influencia en la corte.

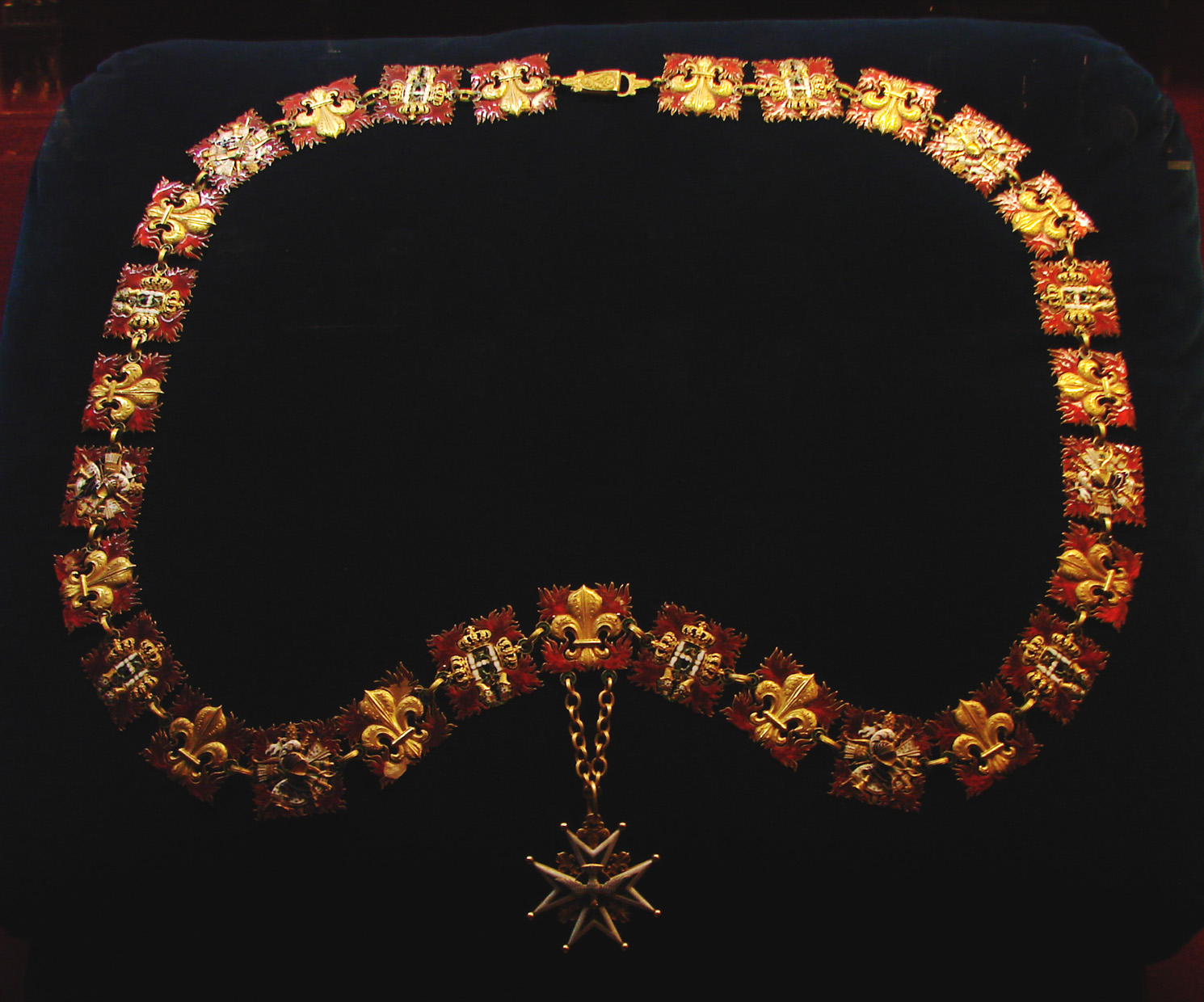
Collar de la Orden del Espíritu Santo.

Durante estos años Juan Sobieski quiso fortalecer el trono y hacerlo hereditario, pero no lo consiguió. También quiso abolir el liberum veto para hacer el parlamento más eficiente y fortalecer el poder central pero finalmente fue obligado a trabajar con los nobles en el Sejm, que controlaba los presupuestos y podía vetar su política.
Para llevar a cabo sus objetivos de reforma más amplios, Sobieski planeó reconquistar el Ducado de Prusia  que pertenecía a la Casa de Hohenzollern, para después convertirlo en un ducado privado para su familia y utilizar su riqueza como un trampolín para fortalecer la corona polaco-lituano. El rey y sus amigos adquirieron estados en Prusia para tomar ventaja de un futuro cambio de soberanía. Sobieski negoció un tratado secreto con Francia en 1675, que proporcionaba generosos subsidios para la guerra contra Brandeburgo y si fuera necesario, con Austria. Luis XIV también se comprometió a financiar la guerra existente de Sobieski contra el Imperio Otomano, para llevarlo a una conclusión negociada en 1676 que le permitiera concentrarse en la región del Báltico. Incluso la ciudad de Gdansk pagó generosamente a Juan III Sobieski para reconfirmar sus privilegios cuando llegó allí en 1677  para preparar el inicio de la guerra, en el que se esperaba la coordinación con una invasión sueca desde Livonia.

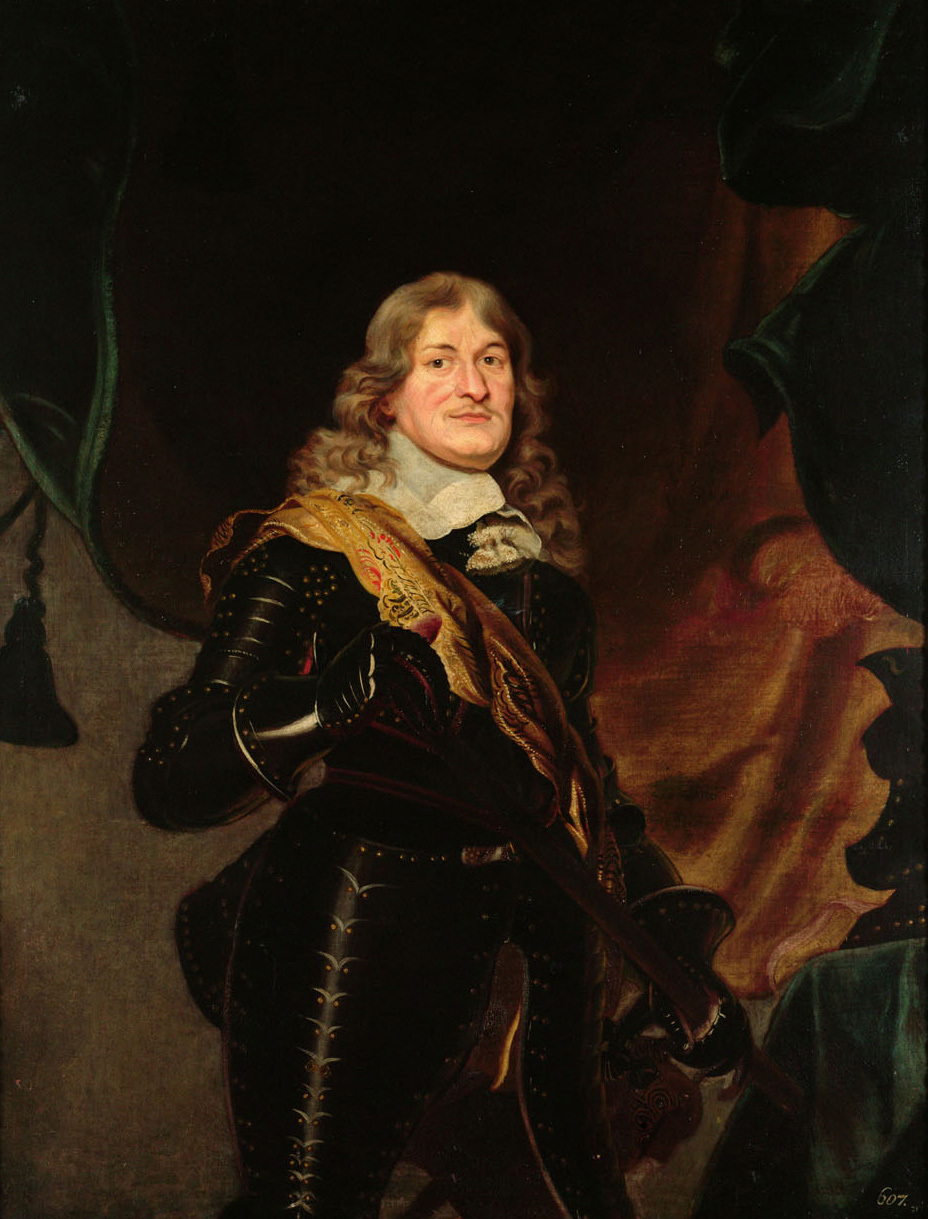
Federico Guillermo I de Brandeburgo. Obra de Frans Luycx

Juan Sobieski se vio obligado a abandonar sus ambiciosos planes porque los suecos fallaron al lanzar su invasión y la oposición parlamentaria, que se oponía a sus objetivos absolutistas, creció rápidamente.
Además, los lituanos, que temían cualquier aumento en el poder de Suecia, tuvieron que ser apaciguados. Los recortes a su presupuesto militar le hicieron pasar la oportunidad que surgió el año siguiente (1678) cuando los suecos atacaron la Prusia Ducal desde Livonia, cercando Klaipėda y tomando Tilsit.. En lugar de unirse a los suecos, lo que era su primera intención, cambio de parecer y permitió que Federico Guillermo I de Brandeburgo enviara tropas a través de la Prusia Real polaca para expulsar a los suecos de Prusia Ducal. 
La situación internacional se había vuelto menos favorable para entrar en una guerra, el Imperio Otomano amenazaba con atacar por el sur y Luis XIV firmaba acuerdos de paz con sus oponentes en Europa occidental en 1678-1679, retirando su apoyo a Sobieski, que se podía quedar aislado, por lo que lo más prudente era mantener la paz.

### La “Liberación de Viena”
La guerra entre el Sacro Imperio Romano Germánico y el Imperio Otomano comenzó con el deseo otomano de apoyar a Emérico Thököly, conde magiar protestante, quien se había rebelado contra los Habsburgo.

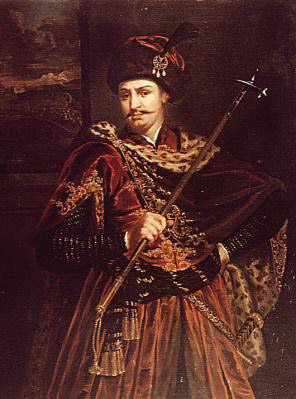
Emérico Thököly.

En abril de 1683 el ejército otomano emprendió la marcha hacía Austria comandado por el Gran Visir Kara Mustafá. Su objetivo inicial era ocupar unas fortalezas estratégicas que consolidaran la posición otomana en los Balcanes, pero el 25 de junio anunció su intención de atacar Viena. A la altura de Belgrado se unieron al ejército otomano las fuerzas de los principados danubianos (Moldavia, Transilvania y Valaquia) y los contingentes tártaros. En total, el número de combatientes ascendía a unos 125.000 soldados.

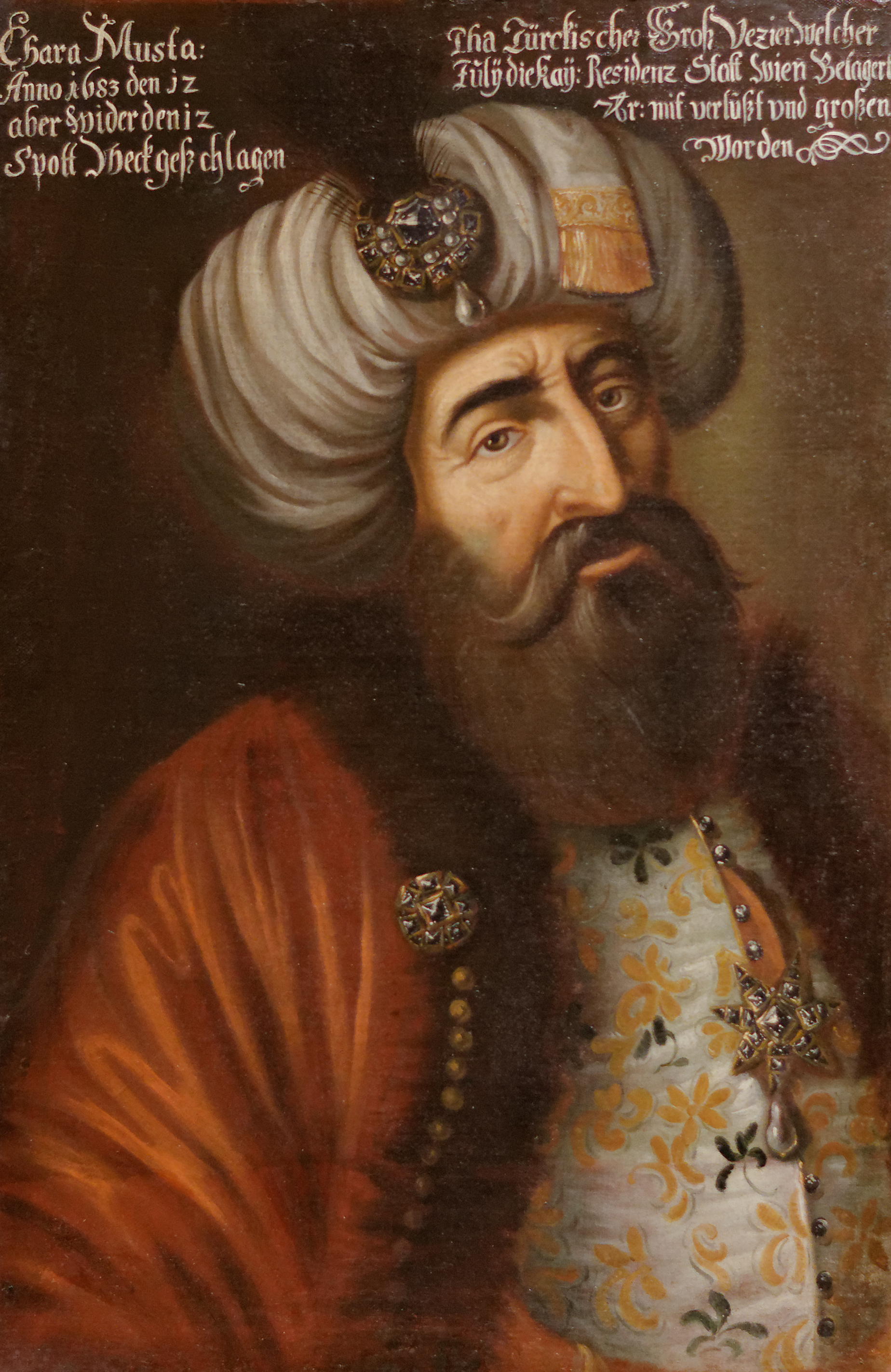
Kara Mustafá.

El 7 de julio, Leopoldo I de Habsburgo y la familia imperial abandonaron Viena y buscaron refugio en Linz, dejando la ciudad bajo la protección del conde Ernst Rüdiger von Starhemberg, que contaba con 16.000 soldados. Desde que llegó información a la corte vienesa del proyecto de invasión otomana, las autoridades imperiales empezaron a preparar las defensas de la ciudad. Las desfasadas murallas medievales se habían sustituido por un nuevo sistema de fortificaciones y bastiones, construido según el modelo italiano tras el primer asedio de Viena llevado a cabo por Solimán el Magnífico. Ante la perspectiva de un asedio turco, se habían derribado además todas las casas particulares que se habían edificado a los pies de las murallas, para que los turcos quedasen expuestos al fuego de los defensores.
La ciudad estaba totalmente rodeada el 14 de julio, y solo dos semanas después de comenzar el asedio, se empezaron a cavar trincheras y túneles.
ìAunque las tropas otomanas no contaban con artillería pesada, tuvieron gran éxito en la utilización de minas, y el 4 de septiembre los otomanos lograron penetrar por algunas brechas de las murallas, pero finalmente fueron rechazados.

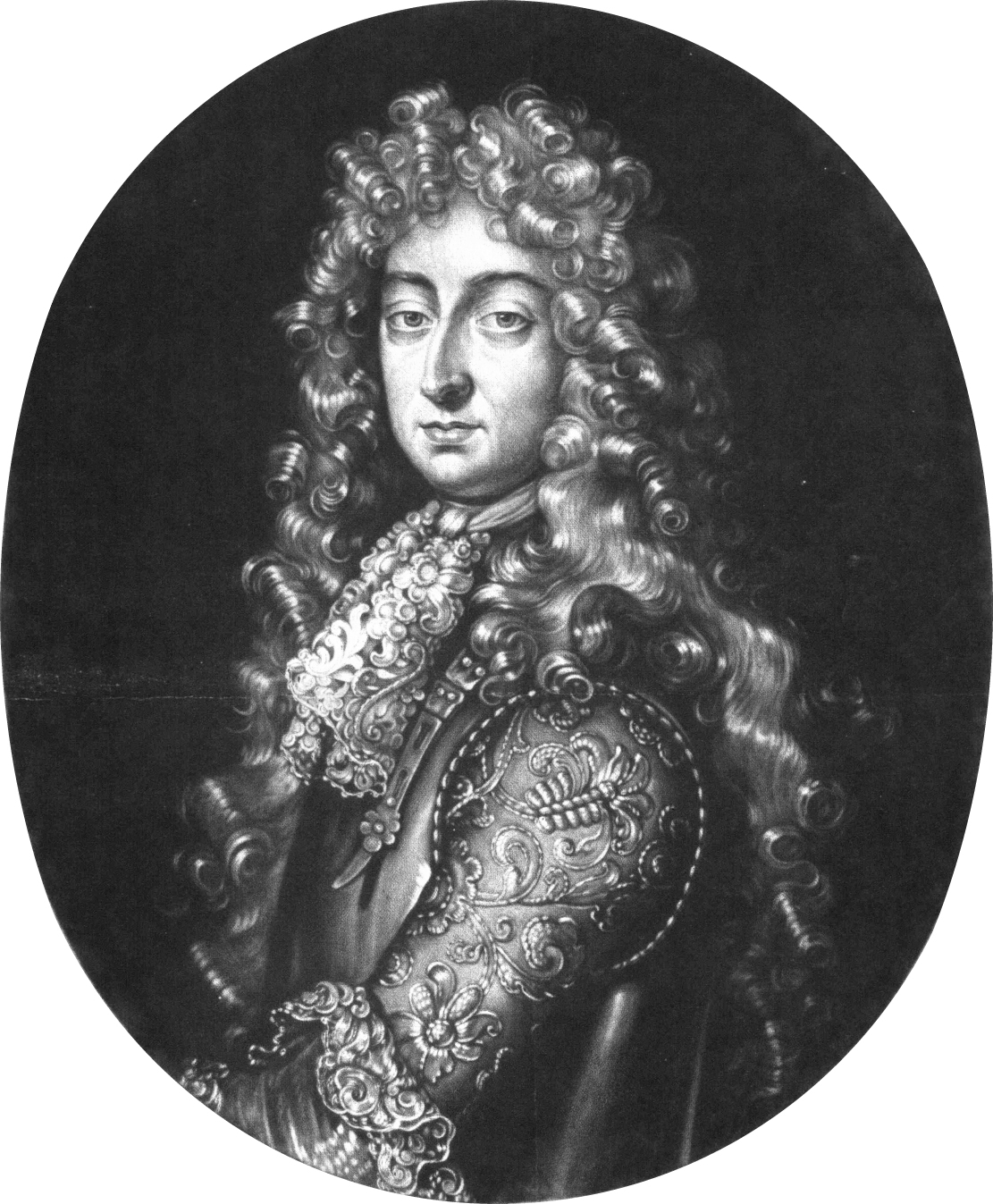
Carlos V de Lorena.

La población de Viena se aglomeraba en la Catedral de San Esteban para escuchar los sermones de predicadores como Abraham a Sancta Clara, quienes arengaban a los fieles a resistir en nombre de la fe cristiana.
El emperador Leopoldo I de Habsburgo, escaso de tropas, hizo un llamamiento internacional para organizar una cruzada cristiana. Con la mediación del Papa Inocencio XI se formó una Liga a la que se unieron varios príncipes alemanes y Juan III Sobieski.
La República de las Dos Naciones aceptó de buen grado la decisión de Juan Sobieski de ir a la guerra y se firmó un tratado que sancionaba que ninguna de las partes firmaría la paz con el Imperio Otomano por separado. Se aprobó además que Leopoldo I debía proporcionar 60.000 hombres y Juan Sobieski 40.000 soldados que serían utilizados para el beneficio general.

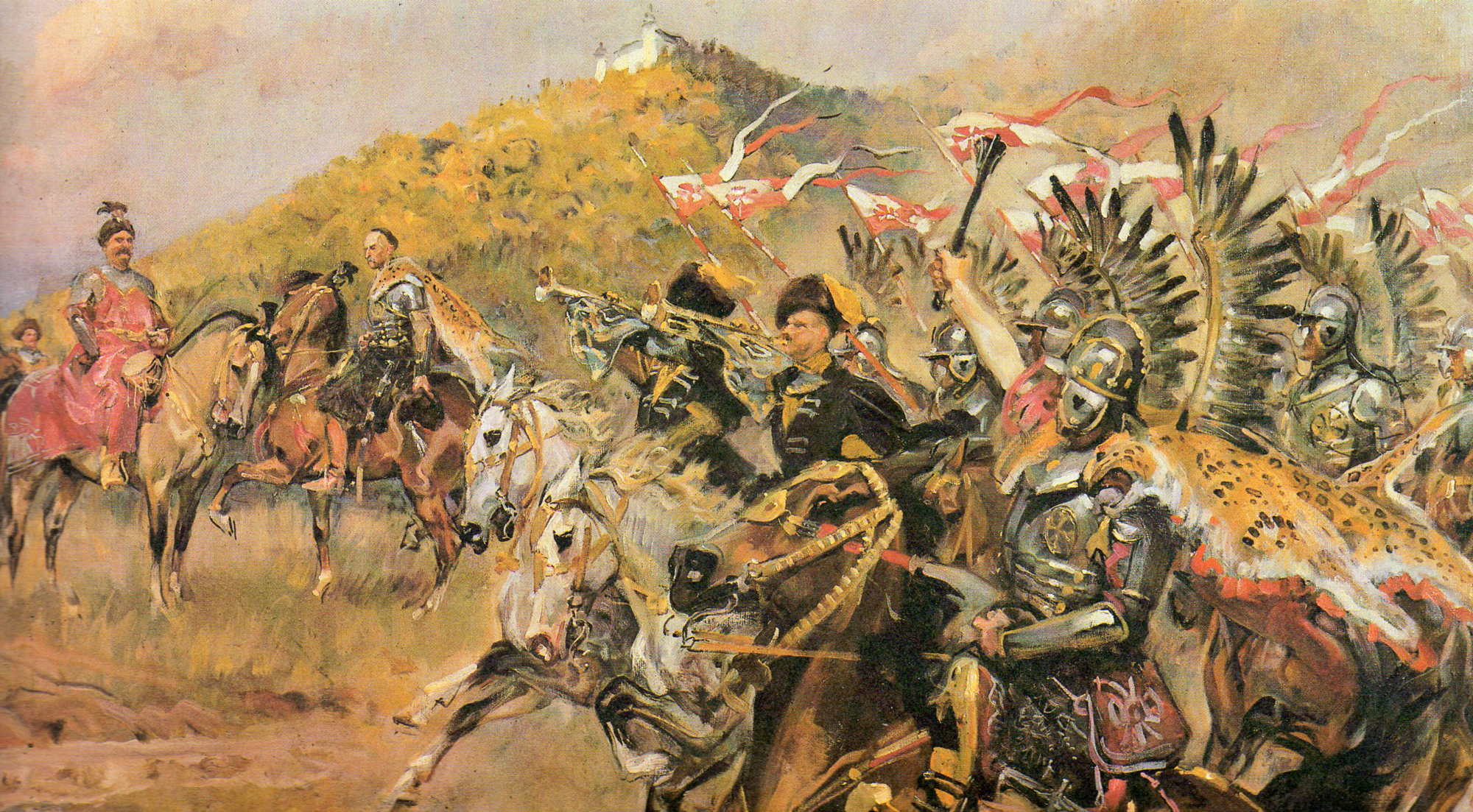
Juan III Sobieski pasa revista a sus tropas. Obra de Wojciech Kossak

Juan Sobieski tuvo problemas para reclutar un ejército en poco tiempo. El rey polaco había llegado a Cracovia a finales de junio y permaneció allí hasta mediados de agosto. 
Pronto empezaron a surgir conflictos con nobles que no querían participar en la guerra. Esto se debía, según supo Juan Sobieski por la interceptación de algunas cartas, al interés francés en que Polonia no apoyase al Sacro Imperio Romano Germánico y a los sobornos que había realizado entre miembros de la nobleza polaca, como la familia de los Sapieha o los Jablonowski o el tesorero real Morstin. Juan Sobieski puso al senado al tanto de la conspiración, pero buscó el camino de la reconciliación con todos, excepto con el tesorero, cuyo crimen era demasiado evidente al haberse encontrado cartas acusatorias, y se preparó para marchar a Viena.
A la ciudad iban llegando las tropas, pero a los cosacos y los lituanos los esperaban para más tarde. Ante la desesperada situación de la capital austriaca, Juan Sobieski no quiso esperar más y se encaminó hacia Viena. Decidió enviar 20.000 hombres bajo el mando de Stanisław Jan Jabłonowski, para que se uniesen con Carlos de Lorena y él marchó con una reducida guardia por Silesia y Moravia. 

#### La batalla de Kahlenberg
El 31 de agosto llegaron los polacos al norte del Danubio y se reunieron con las fuerzas del duque de Lorena y del elector Juan Jorge III de Sajonia en Tulln an der Donau, a unos 20 km de Viena. Las fuerzas combinadas del ejército totalizaban 75.000 soldados.
Tras cruzar el Danubio a 35 km al norte de Viena, Juan Sobieski y Carlos de Lorena intentaron que el ejército avanzara por una zona boscosa, salpicada de colinas al norte de la ciudad, con la intención de tomar las alturas que bordeaban Viena y sorprender desde allí a los otomanos. Kara Mustafá conoció su presencia por medio de exploradores, pero esperaba que los tártaros y un contingente otomano instalado en el bosque detuvieran a los aliados el tiempo suficiente para apoderarse de la ciudad. Las fuerzas otomanas, al mando del bey de Buda, contaban con 23.000 soldados de infantería y 5.000 de caballería.

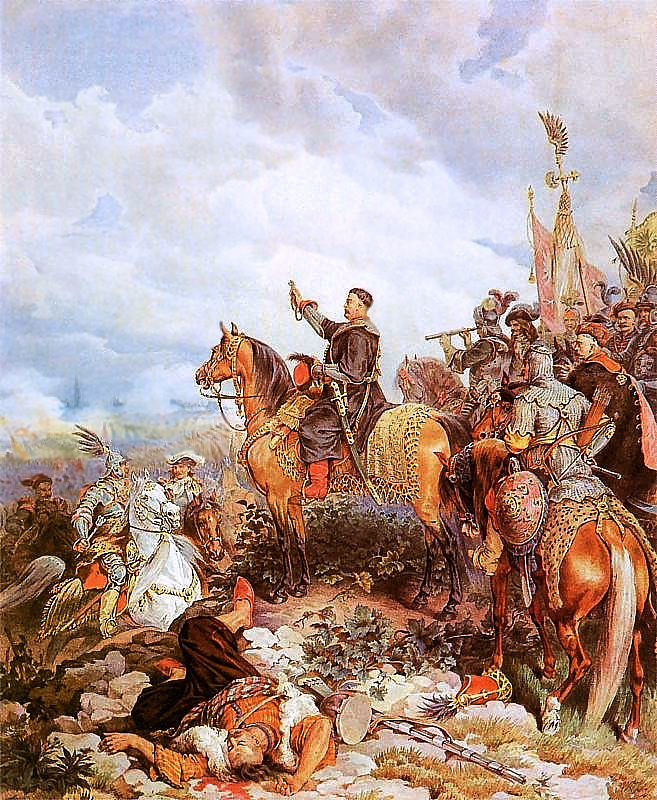
Juan III Sobieski bendice a las tropas polacas antes de la batalla de Kahlenberg. Obra de Juliusz Kossak.

Las tropas aliadas se dividieron en tres secciones: el ala izquierda estaba comandada por Carlos de Lorena y Juan Jorge de Sajonia y seguiría el curso del Danubio hacia la ciudad; la zona central quedaba bajo el mando de Maximiliano II Manuel de Baviera y de Jorge Federico de Waldeck, que avanzarían hacia Sievring y Wahring; y el ala derecha, bajo el mando personal de Juan Sobieski. Antes de entrar en batalla, en un acto correspondiente al ambiente de la Europa de la Contrarreforma, Juan Sobieski se cuidó de dar un sentido religioso a la lucha, celebrando una solemne misa antes de entrar en combate.
Los primeros enfrentamientos tuvieron lugar entre las tropas del duque de Lorena, quien había encomendado a Luis Guillermo de Baden-Baden el mando de los regimientos austriacos que debía hacerlos frente, y el flanco izquierdo turco a las cuatro de la tarde. El enfrentamiento se generalizó en toda la línea. Juan Sobieski y el contingente polaco se vieron retrasados por la dificultad del terreno, pero cuando la caballería se hizo paso entre las colinas y bosques, apareció flanqueando la derecha otomana. Juan Sobieski dirigió personalmente el ataque que desbarató toda oposición de las tropas turcas y las persiguió hasta el propio campamento turco. El papel de los húsares polacos fue determinante y, al grito de Dios salve a Polonia no cejaron hasta alcanzar la tienda roja del Gran Visir y repartirse su botín.

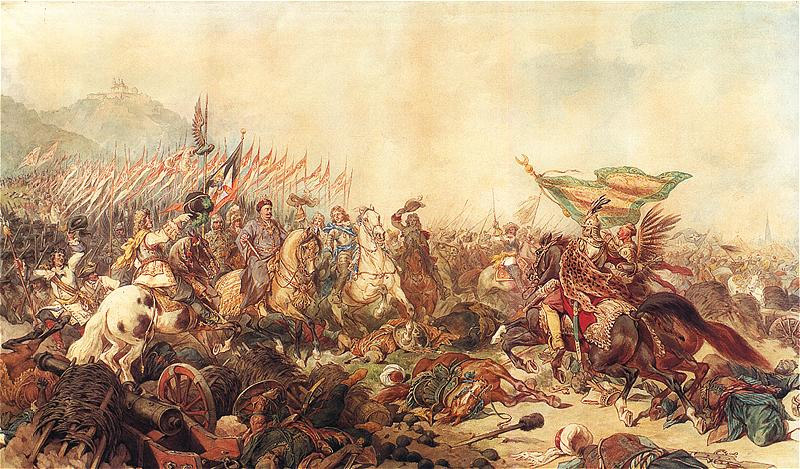
La batalla de Kahlenberg. Obra de Juliusz Kossak.

Kara Mustafá, al tener noticia del ataque aliado, se había plantado en su tienda dispuesto a resistir hasta la muerte, pero los artilleros cristianos descargaron sus proyectiles tratando de alcanzar su tienda, alentados por el propio Juan Sobieski, por lo que finalmente no le quedó más remedio que huir. A las 17:00 horas la batalla de Kahlenberg había concluido. 
La batalla terminó con una victoria total aliada. Las pérdidas en el ejército otomano ascendieron a 20.000 muertos y 5.000 heridos, mientras que los aliados perdieron 1.500 muertos y 2.500 heridos. El botín también fue inmenso, haciéndose el ejército aliado con 300 piezas de artillería, 5.000 tiendas, timbales, armas y bandera. Entre los estandartes destacaba el del Gran Visir, que fue enviado por Juan Sobieski a Inocencio XI. 

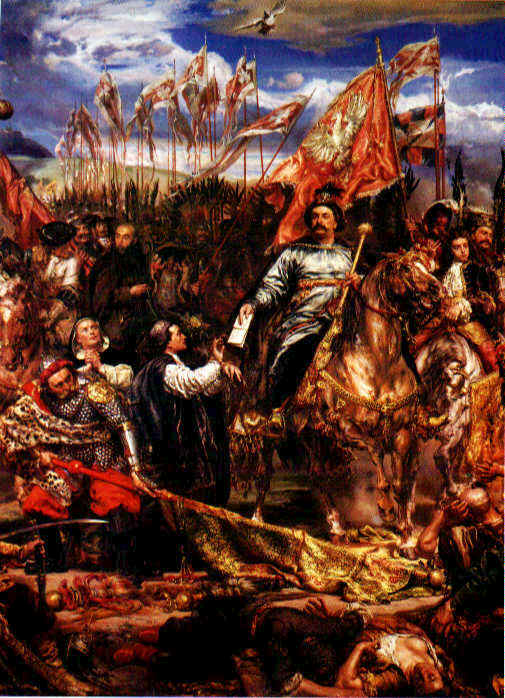
Juan III Sobieski manda una carta a Inocencio XI tras la victoria en la batalla de Kahlenberg. Obra de Jan Matejko.

En una carta enviada a su mujer, refiriéndose al botín, dice:

“No me diréis lo que las mujeres tártaras dicen a sus maridos cuando les ven venir sin botín: no sois hombre; porque el Gran Visir me ha nombrado su legatario universal” 

Por la noche, en la tienda de campaña que había pertenecido a Kara Mustafá, Juan Sobieski escribió una carta al Papa Inocencio XI para informarle de la victoria en la que decía:

 “Venimus, Vidimus,Deus vincit!” 

. 

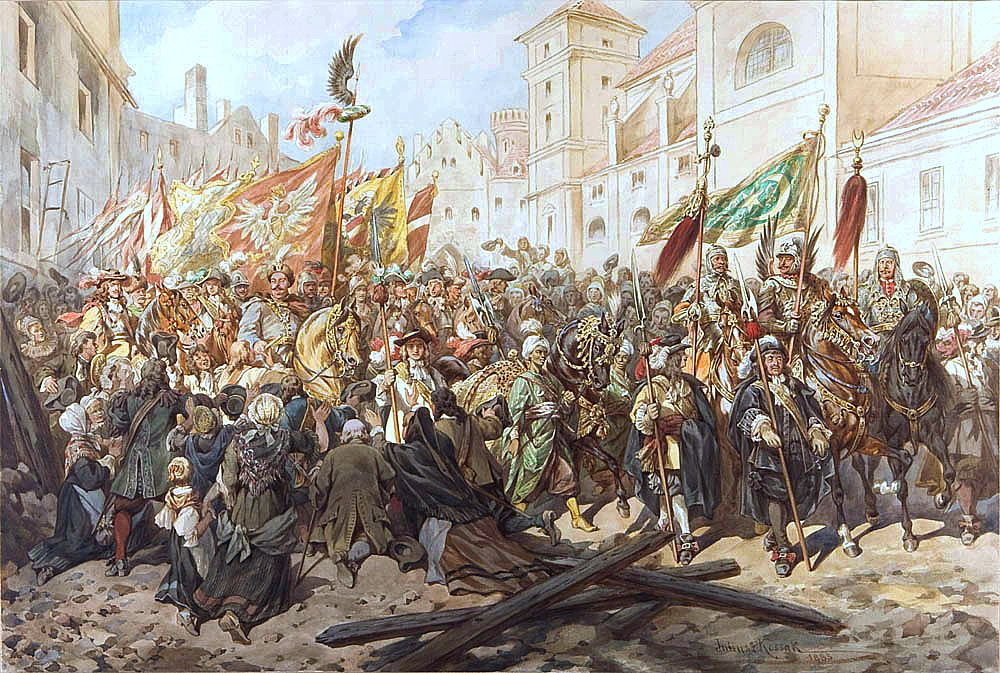
Entrada de Juan III Sobieski en Viena. Obra de Juliusz Kossak.

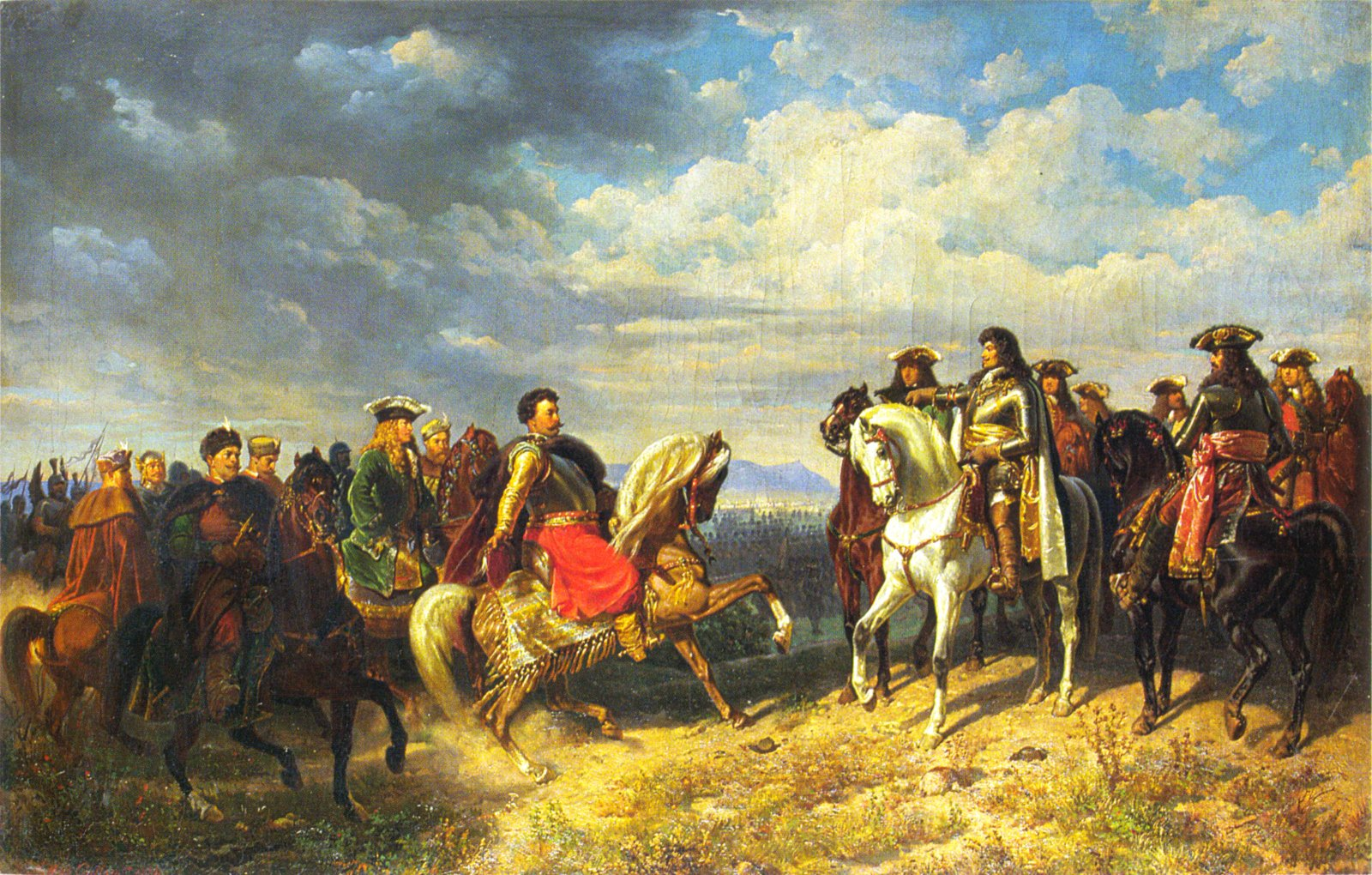
Juan III Sobieski se reúne con Leopoldo I de Habsburgo tras la victoria en la batalla de Kahlenberg. Obra de Artur Grottger.

La mañana siguiente, Ernst Rüdiger von Starhemberg, gobernador de Viena, invitó a Juan Sobieski a entrar en la ciudad, a lo que consintió. Su entrada en la ciudad fue triunfal, teniendo que detenerse constantemente porque la multitud detenía la marcha con la intención de besarle los pies y las manos, mientras los soldados, oficiales y generales proclamaban:

 “O, unser braver König”  (Oh, nuestro valiente rey).

Se dirigió a la Catedral de San Esteban para entonar el Tedeum, permaneciendo de rodillas durante todo el cántico.
Esta recepción del rey polaco en Viena parece que despertó los celos del Emperador, lo que pudo comprobarse días después en la reunión que ambos mantuvieron, en la cual reinó la frialdad. Sin embargo, el Emperador se arrepintió de su actuación y mandó disculpas al rey polaco, y su hijo Jaime Luis Sobieski fue obsequiado con una espada.

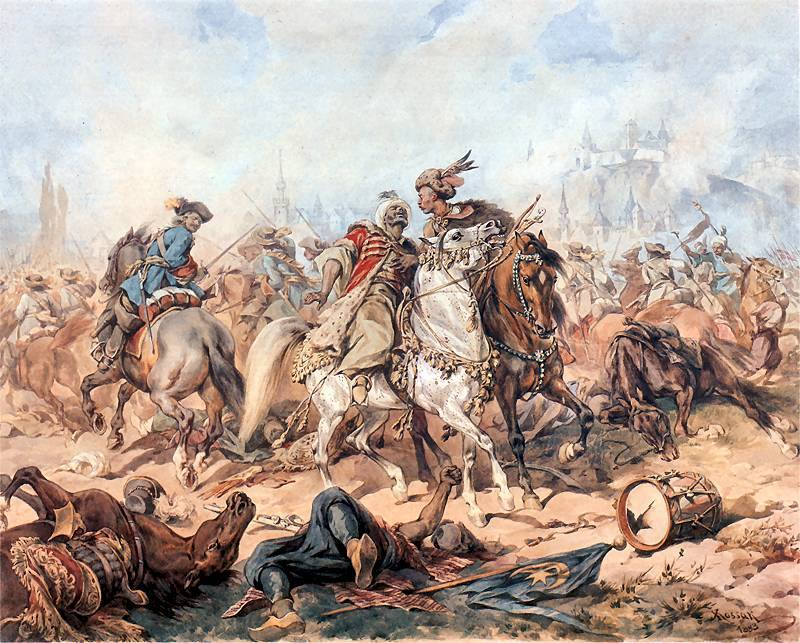
La batalla de Parkany. Obra de Juliusz Kossak.

#### La batalla de Parkany
El inmenso ejército otomano había sido derrotado, pero no anquilado, y Juan Sobieski decidió que el ejército debía ponerse de nuevo en marcha contra sus enemigos. Sin embargo, algunos aliados alemanes, que estaban molestos con Leopoldo I, retrasaron la partida del ejército hasta cinco días después.
Juan Sobieski cruzó el Danubio con sus tropas y marchó impetuosamente contra los turcos sin esperar la ayuda de sus aliados. La impetuosidad del rey polaco lo llevó a adentrarse en una emboscada turca, y la mayoría de las tropas polacas empezaron a huir. Juan Sobieski estuvo a punto de perder la vida en esta emboscada y, cuando logró recuperarse, perdió los nervios al creer que su hijo había caído prisionero de los turcos, pero poco después su propio hijo apareció ante sus ojos calmándolo.
A la mañana siguiente, Juan Sobieski pudo vengarse de esa derrota parcial y logró vencer a los otomanos en la batalla de Parkany, en la que los turcos perdieron 18.000 soldados. Esta victoria fue seguida por la toma, por parte de los aliados, de varias fortalezas, lo que provocó que las tropas turcas se retirasen hasta Belgrado, dejando Hungría indefensa. 

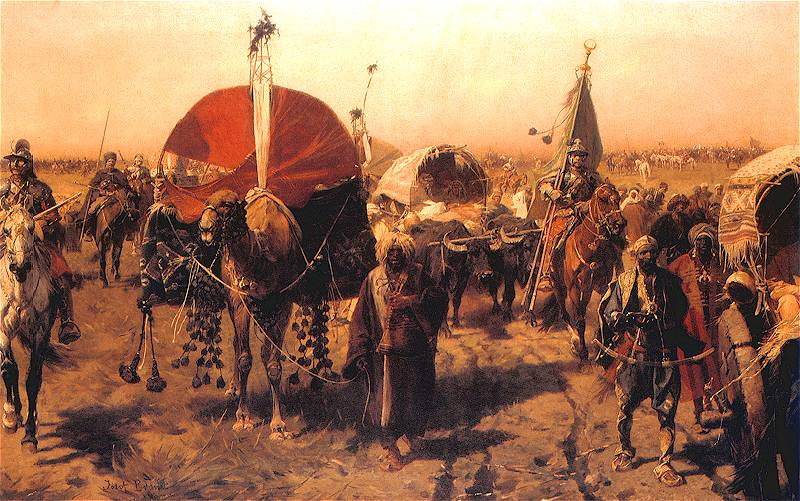
Retorno del ejército polaco tras la batalla de Kahlenberg. Obra de Józef Brandt.

Tras esta victoria, Juan Sobieski quiso mediar entre el emperador y Emérico Thököly, pero Leopoldo se negó a escuchar al rey polaco. Ante esta actitud, Juan Sobieski se indignó y ordenó a su ejército volver a Polonia, donde llegó a finales de diciembre.

### La Liga Santa
Tras llegar a Cracovia, el monarca polaco licenció al ejército. Poco después comenzaron a venir representantes de la Serenísima República de Venecia y el Zarato Ruso, que habían sufrido la acometida otomana en la Gran Guerra Turca, para formar una Liga Santa contra los turcos. En marzo de 1684 se creó la Liga Santa, que encuadraba al Sacro Imperio Romano Germánico, Venecia, Polonia y al Gran Ducado de Toscana, a los que se sumaría poco después Rusia. Los aliados esperaban que el Imperio Otomano, al ser atacado por varios puntos, no se encontrase en condiciones de defenderse.

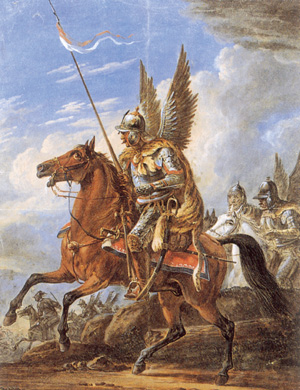
Húsar Alado Polaco. Obra de Aleksander Orlowski.

Juan Sobieski inició las hostilidades con la intención de recuperar Jaslowicz. La fortaleza se rindió después de un fuerte bombardeo. Tras tomar la ciudad, el objetivo de Juan Sobieski fue reconquistar Kamianets-Podilskyi. Juan Sobieski decidió rendir la ciudad por hambre al enterarse de que la guarnición que la protegía era numerosa. Para ello construyó un puente sobre el Dniéster e introdujo fuerzas en Moldavia para que no pudieran llegar tropas a Podolia.
Este plan se vino pronto abajo por la aparición de un gran contingente de turcos y tártaros que hostigaba a los polacos sin llegar a la confrontación armada. Juan Sobieski decidió construir una fortaleza frente a Kamianets-Podilskyi, que impidiera la llegada de refuerzos y protegiese a sus tropas de los otomanos y tártaros.
Para la campaña de 1685, el objetivo seguía siendo Kamianets-Podilskyi pero, cuando el rey se iba a poner a la cabeza del ejército, se sintió enfermo y esto le obligó a delegar la dirección del ejército en Stanisław Jan Jabłonowski.

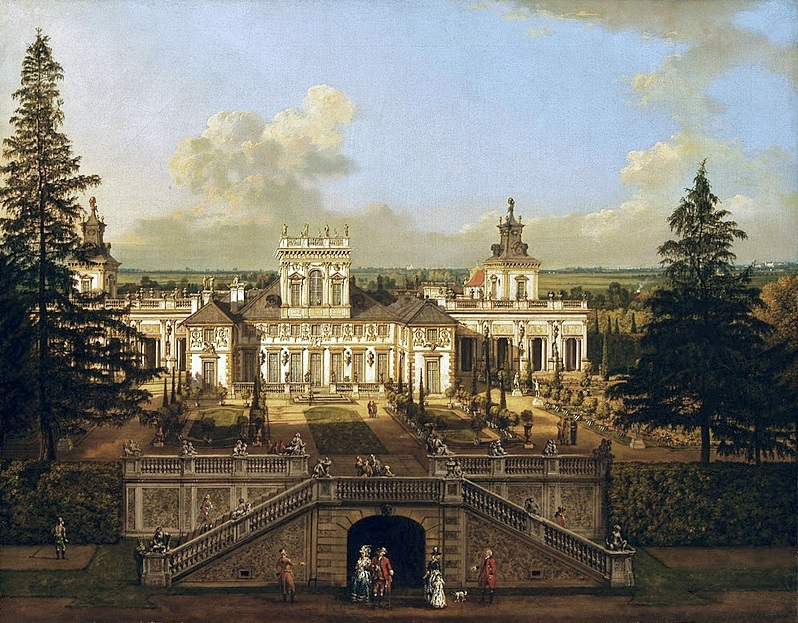
El palacio de Wilanów. Obra de Canaletto.

Jablonowski fue atacado por los turcos en Bucovina el 9 de octubre, pero pudo derrotarlos aunque, a pesar de la victoria, tuvo que abandonar la campaña.
Mientras Juan Sobieski se encontraba enfermo, ordenó que empezaran las obras de construcción, a orillas del Vístula, del Palacio de Wilanow.
Durante esta enfermedad, las intrigas francesas, las gestiones otomanas y varios nobles intentaron que se llegara a una paz con el Imperio Otomano, que aceptaba entregar Kamianets-Podilskyi, pero Juan Sobieski se negó a firmar una paz separada a sus aliados, entre otras razones porque Leopoldo le prometió ayudarlo a conquistar Moldavia y Valaquia y que estos principados quedaran integrados en su patrimonio familiar.

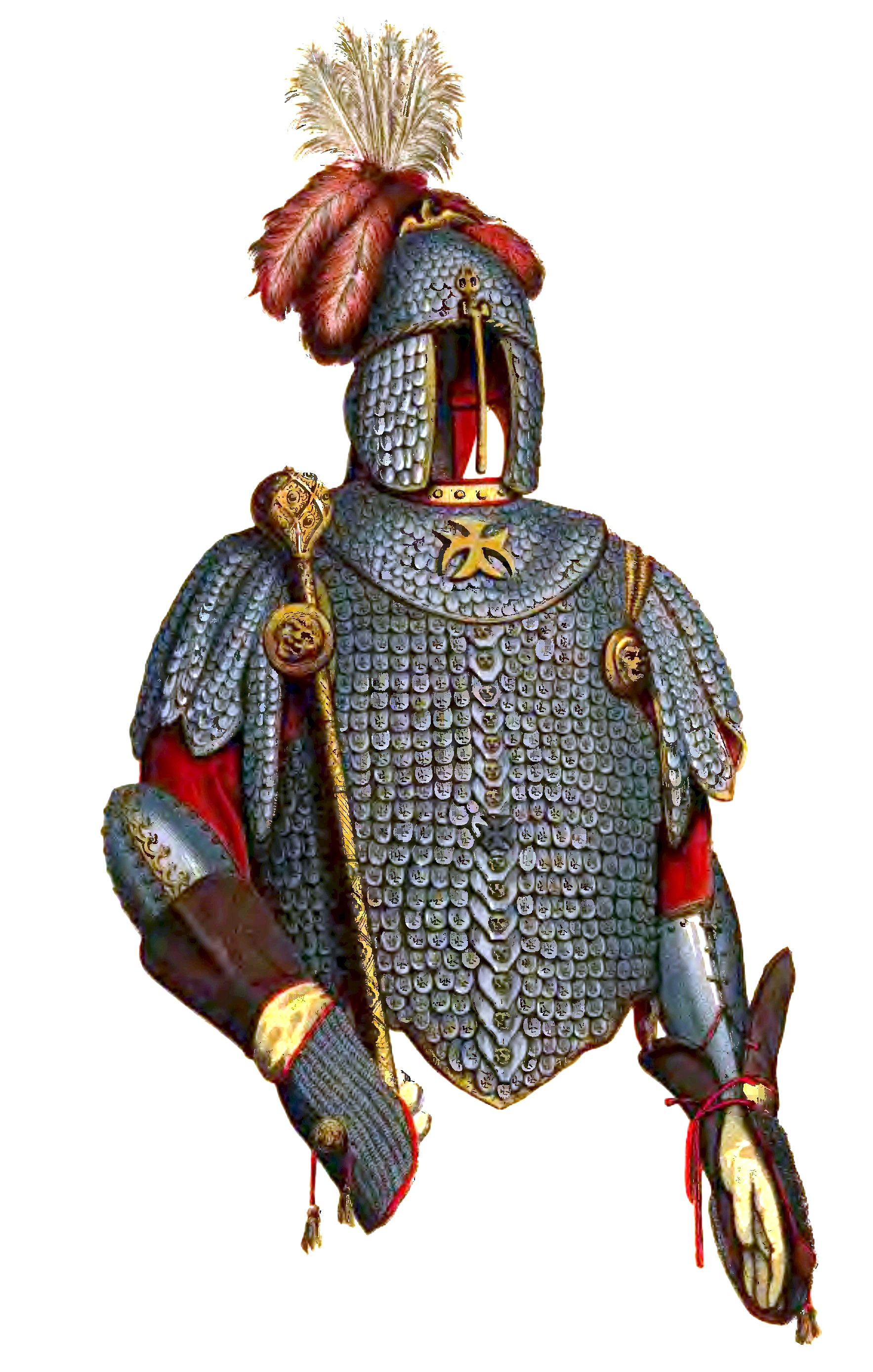
Armadura de Juan III Sobieski. Expuesta en el Staatliche Kunstsammlungen de Dresde.

La campaña de 1686, por tanto, supuso el abandono del asedio de Kamianets-Podilskyi. La invasión de Moldavia y Valaquia se produjo de una manera rápida. Con la sola presencia del rey polaco, las ciudades valacas y moldavas se entregaban, pero la conquista no fue duradera y en cuanto se marchaba el ejército polaco, las ciudades entraban en rebeldía.
Los siguientes cinco años los pasaron las tropas polacas intentando reafirmar el control sobre los principados danubianos, aunque no se consiguieron resultados óptimos.
A partir del año 1691, Juan III Sobieski decidió no volver a ponerse a la cabeza del ejército debido a que sus achaques y problemas de salud le incapacitaban para llevar a cabo un mando adecuado del ejército.
El Emperador Leopoldo I de Habsburgo, con el afán de retener a Polonia en la Santa Liga, propuso el matrimonio entre Jaime Luis Sobieski y Eduviges Isabel Amelia del Palatinado-Neoburgo. El fin del enlace era separar totalmente a la Mancomunidad Polaco-Lituana de la influencia francesa, dado que la esposa era cuñada del Emperador, de Carlos II de España, de Pedro II de Portugal y de Eduardo II Farnesio, duque de Parma.
El marqués de Bethune, que se encontraba en Varsovia visitando a su cuñada, intentó por todos los medios que no se celebrase el enlace, pero al final tuvo lugar el 25 de marzo de 1691. Tales fueron las molestias que causó el marqués que una de las cláusulas de la boda exigía que el marqués abandonase inmediatamente Polonia.

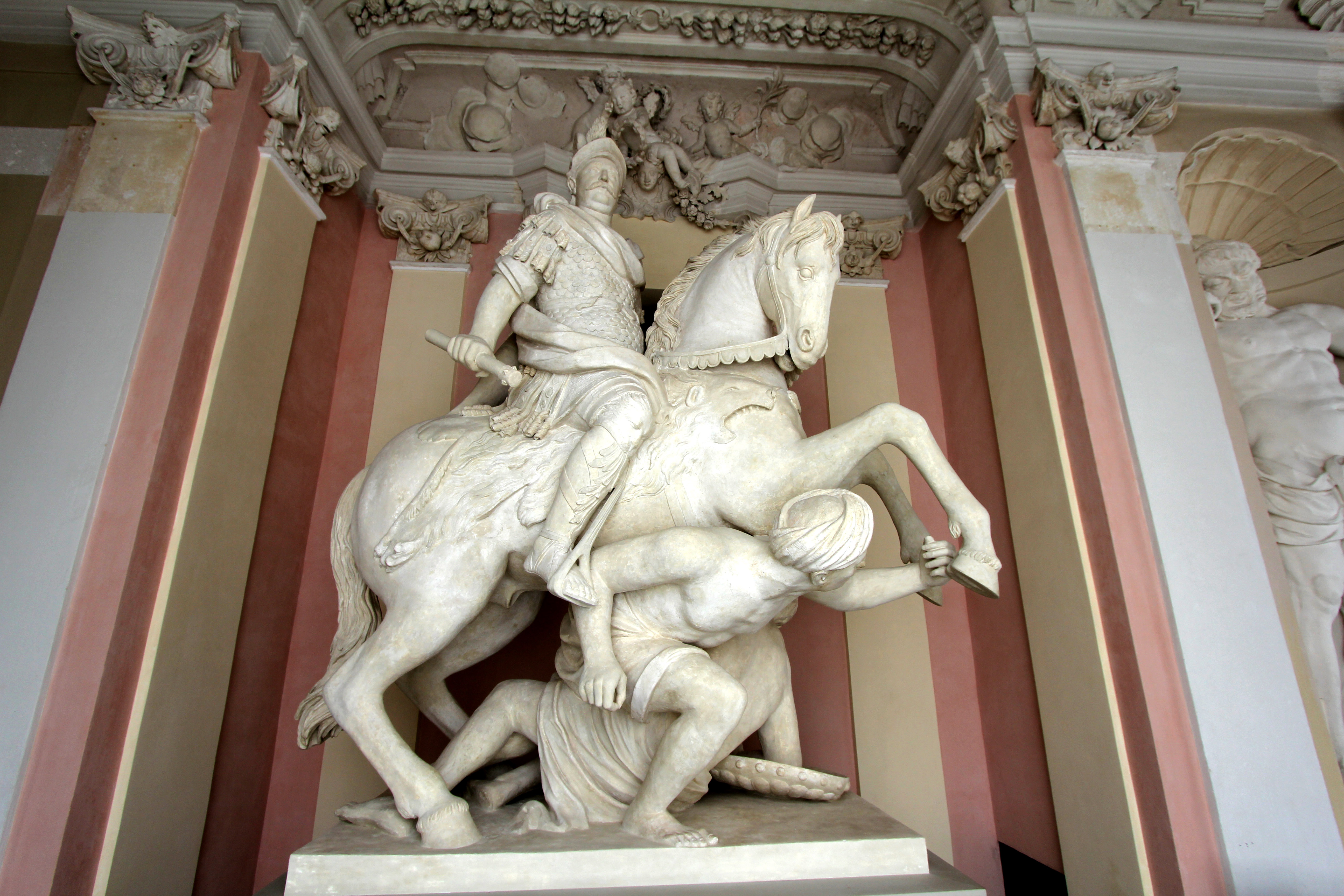
Escultura de Juan Sobieski en el palacio de Wilanów. Obra de Jerzy Siemiginowski-Eleuter.

Los últimos años del reinado de Juan Sobieski fueron de inestabilidad política, dada la impopularidad que alcanzó entre los nobles, los cuales, tras la victoria en Viena, sentían miedo por las tendencias absolutistas de Juan Sobieski, especialmente porque parecía que Juan quería asegurar el trono a su hijo Jacobo. 

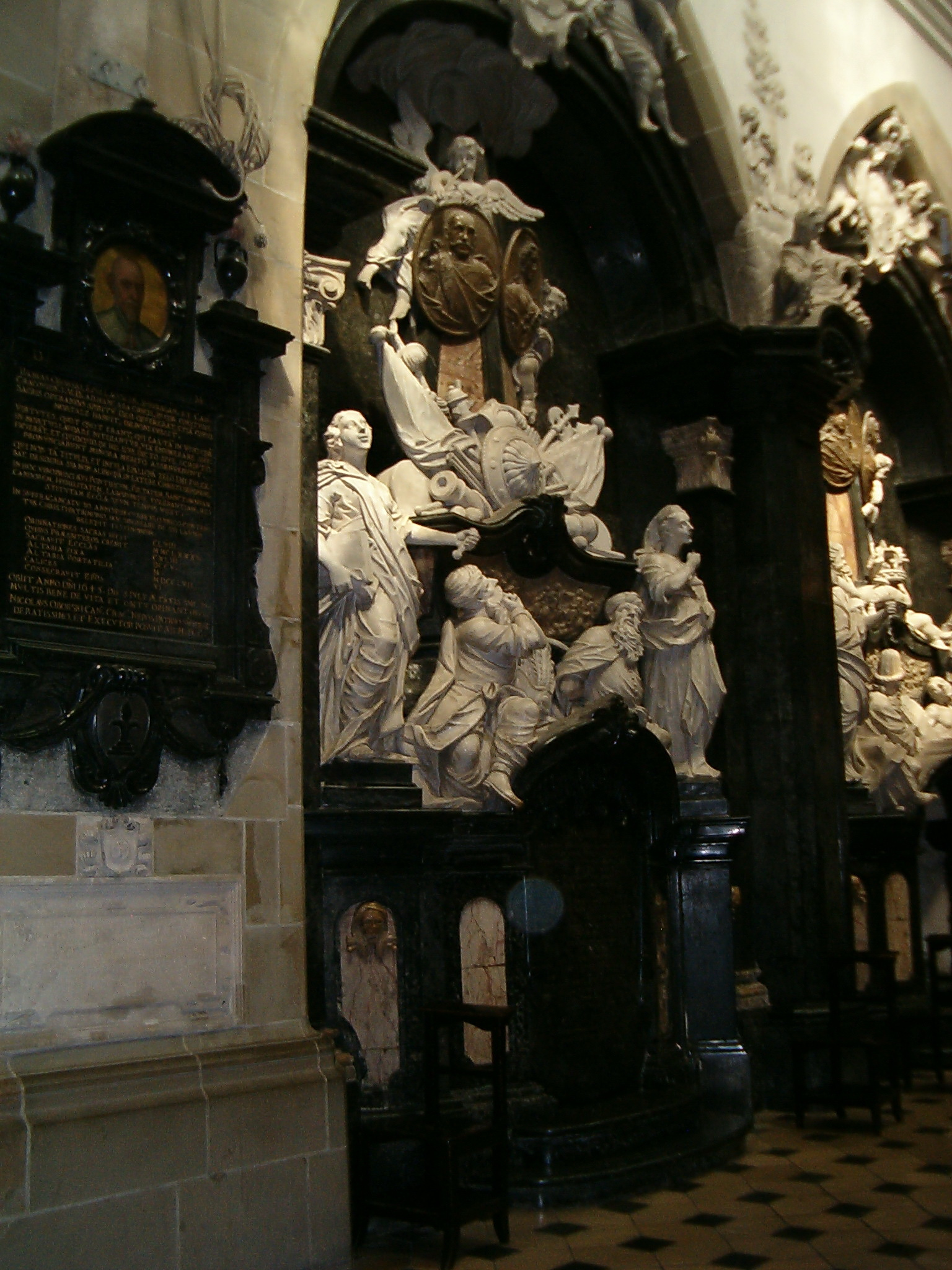
Sepulcro de Juan III Sobieski en la Catedral de Wawel.

Las sesiones parlamentarias de 1685, 1688-89 y 1692 se consumieron en agrios debates que tuvieron al tesorero judío Jacob Bezalel como objetivo, con el único fin de desacreditar al rey. Los altos mandos del ejército, leales a Juan III Sobieski, y los nuevos senadores. nombrados por él, le instaron a dar un golpe de Estado, pero él declinó tal vez por miedo a una guerra civil. 
En la primavera de 1696, se trasladó al palacio de Wilanów con la esperanza de que el aire limpio de los jardines lo ayudara a respirar mejor.
El 17 de junio de 1696, el rey parecía estar algo mejor, pero después de la cena cayó repentinamente de la silla a causa de un ataque de apoplejía y permaneció algún tiempo sin conocimiento. Juan recobró el conocimiento por poco tiempo y pudo despedirse de su mujer y familia, muriendo por la noche. 
Con su muerte se cierra una época gloriosa para Polonia, que verá cómo la llegada al poder de reyes extranjeros, el egoísmo, la anarquía y la miopía de la aristocracia conducirán a una pérdida de la gloria militar y cultural polaca (el “Sarmatismo”), que terminará con su desaparición a finales del siglo XVIII.

## El“Arte de la Guerra"de Juan Sobieski
Las tácticas que Sobieski utilizó durante su carrera militar dependían principalmente de una acción rápida y en batallas campales, cuyo objetivo era la destrucción del enemigo con un mínimo de bajas, a menudo después de audaces maniobras en terrenos accidentados, como las colinas de Viena. 
Juan Sobieski supo aprovechar, además, la dureza del soldado polaco, que estaba más preparado para soportar situaciones climatológicas adversas y duras, así como la carestía de alimentos, como quedó demostrado en la batalla de Chocim y en la batalla de Leópolis. Además, lograba congeniar con sus soldados por su elocuencia, franca confianza e intrepidez.

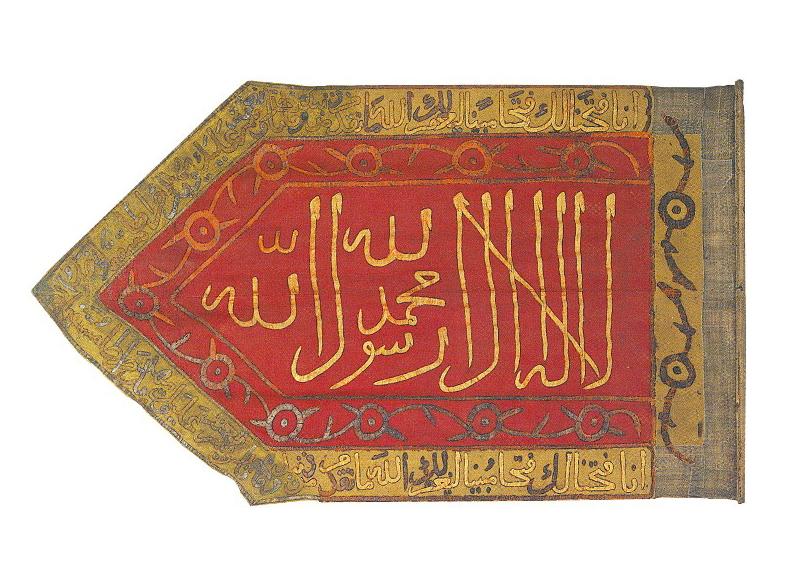
Estandarte turco capturado en la batalla de Kahlenberg.

Era, igualmente, poseedor del don de saber discernir rápidamente los puntos débiles en la disposición de su adversario, lo que le servía para lograr ventajas en la batalla y llevar a cabo maniobras audaces.
Carente de recursos financieros, Sobieski solía emplear tácticas dilatorias para ganar tiempo en la movilización. 
Sus reformas militares sirvieron para  “polonizar”  el ejército y darle un carácter más nacional, al introducir el polaco como lengua de la oficialidad, a pesar de que muchos europeos occidentales, valacos y tártaros servían como mercenarios. 

La Batalla de Kahlenberg.

Muchos de los problemas de Sobieski se debían a las dificultades financieras causadas por el bajo nivel de impuestos y el deficiente método de recaudación. Las responsabilidades recaudatorias estaban en manos de las dietas regionales. Gracias al impuesto sobre los estados reales y eclesiásticos, se pudo mantener la caballería polaca en óptimas condiciones, pero no existieron impuestos que se dedicasen a la infantería y la artillería, por lo que descendió su disciplina y preparación. 
Las objeciones del Sejm frustraron sus esfuerzos por realizar unas reformas más profundas en el ejército, que siguió dependiendo de la caballería aunque intentó aumentar la potencia de fuego de la infantería. La influencia francesa hizo posible la introducción en los mosquetes de la llave de pedernal y la bayoneta, aunque a un ritmo bajo.

## Descendencia
Producto del matrimonio de Juan III Sobieski y María Casimira de la Grange d´Arquien nacieron ocho hijos. Cuatro varones y cuatro mujeres:

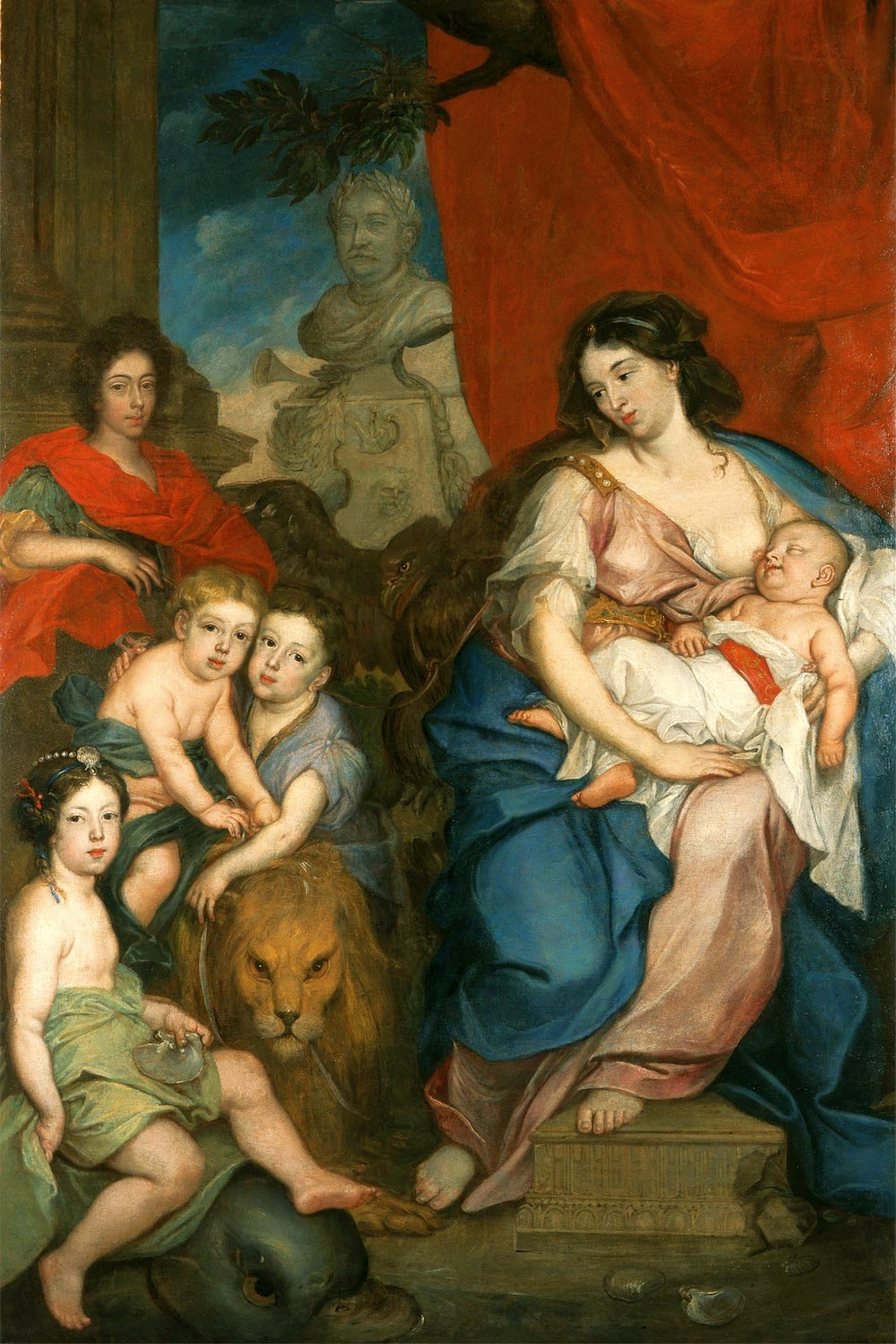
Retrato de la reina María Casimira, mujer de Juan III, con sus hijos

- Jaime Luis Sobieski o Jacobo Luis Henry Sobieski (1667 - 1737), casado con Eduviges Isabel Amelia del Palatinado-Neoburgo, hermana de Leonor Magdalena de Palatinado-Neoburgo esposa del emperador Leopoldo I de Habsburgo, después de la muerte de su padre aspiró al trono polaco

- Teresa Teofila Sobieska (1670-1670)

- Adelaide Luise Sobieska (1672-1677)

- María Teresa Sobieska (1673-1675)

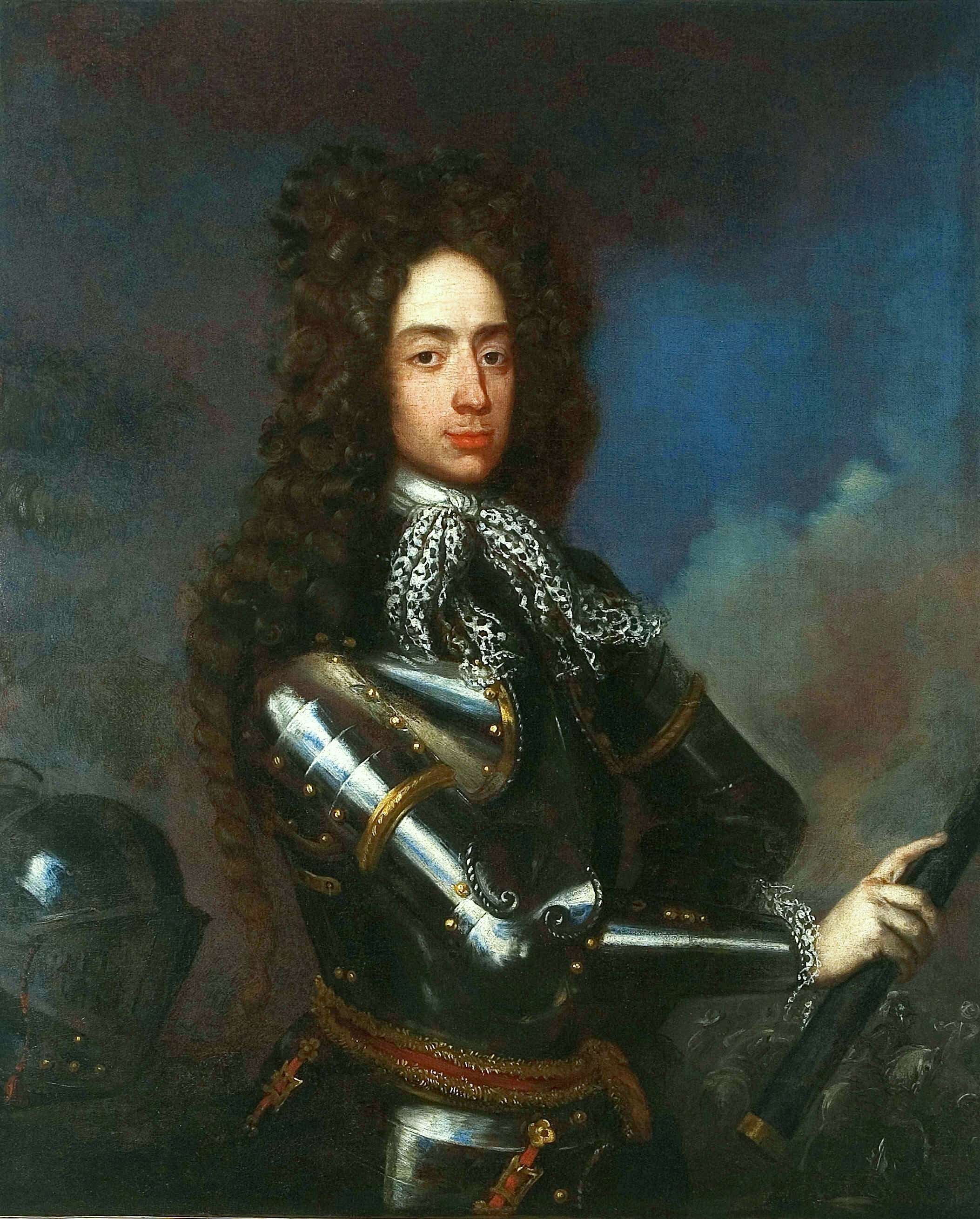
Jaime Luis Sobieski. Obra de Henri Gascar

- Teresa Cunegunda Sobieska (1676-1740) contrajo matrimonio con Maximiliano II Manuel de Baviera.

- Aleksander Benedykt Sobieski (1677-1714)

- Konstanty Władysław Sobieski ( 1680 - 1726 )

- Jan Sobieski (hijo) ( 1683 - 1685 )

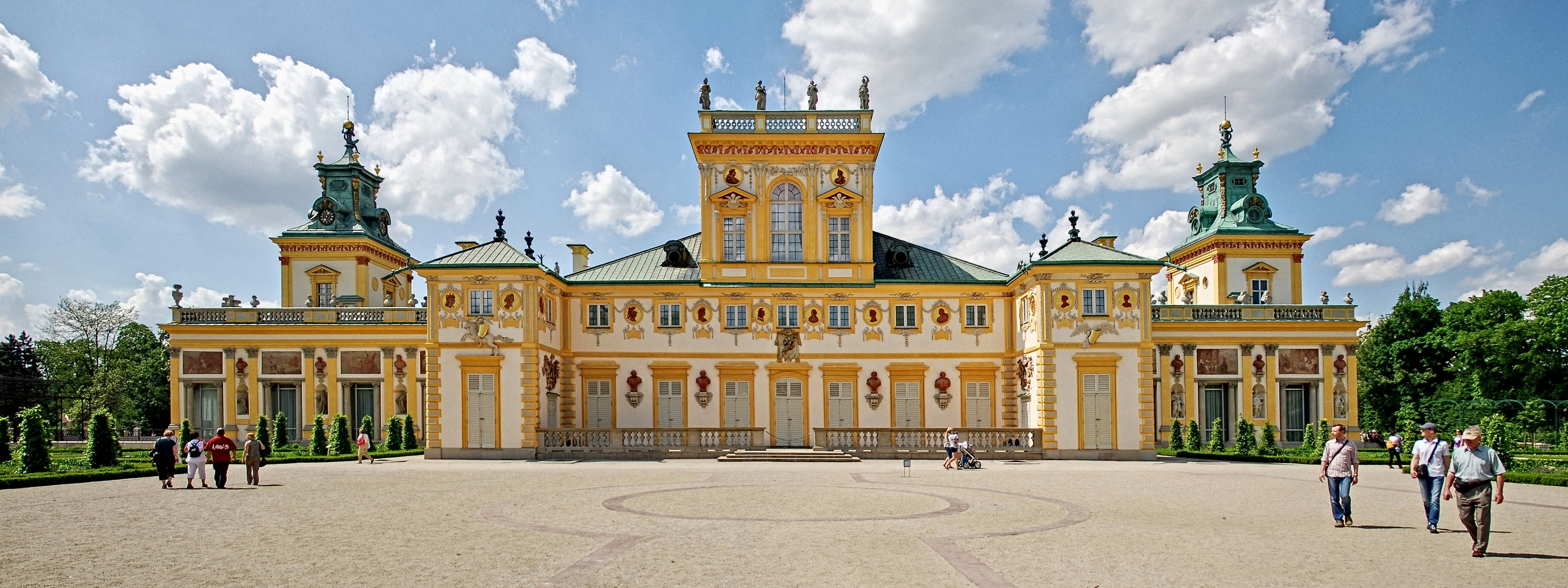
Fachada del Palacio de Wilanów

## Juan Sobieski y el mecenazgo
Juan III Sobieski fue un famoso mecenas de la cultura y convirtió a la corte polaca en una referencia para los intelectuales y artistas de la época. 
Entre los proyectos que Juan III Sobieski patrocinó, el más importante posiblemente fue la construcción del palacio de Wilanów, conocido como el Versalles polaco, aunque también fundó varias iglesias en Varsovia, como la Iglesia de los Capuchinos o la Iglesia de San Casimiro y la Capilla Real de Gdansk. 
Para estas obras contó con arquitectos como Tilman Gameren y Augustyn Locci y el escultor Andreas Schlüter.
También patrocinó a pintores como Daniel Schultz, Jerzy Siemiginowski-Eleuter o Jan Tricius.

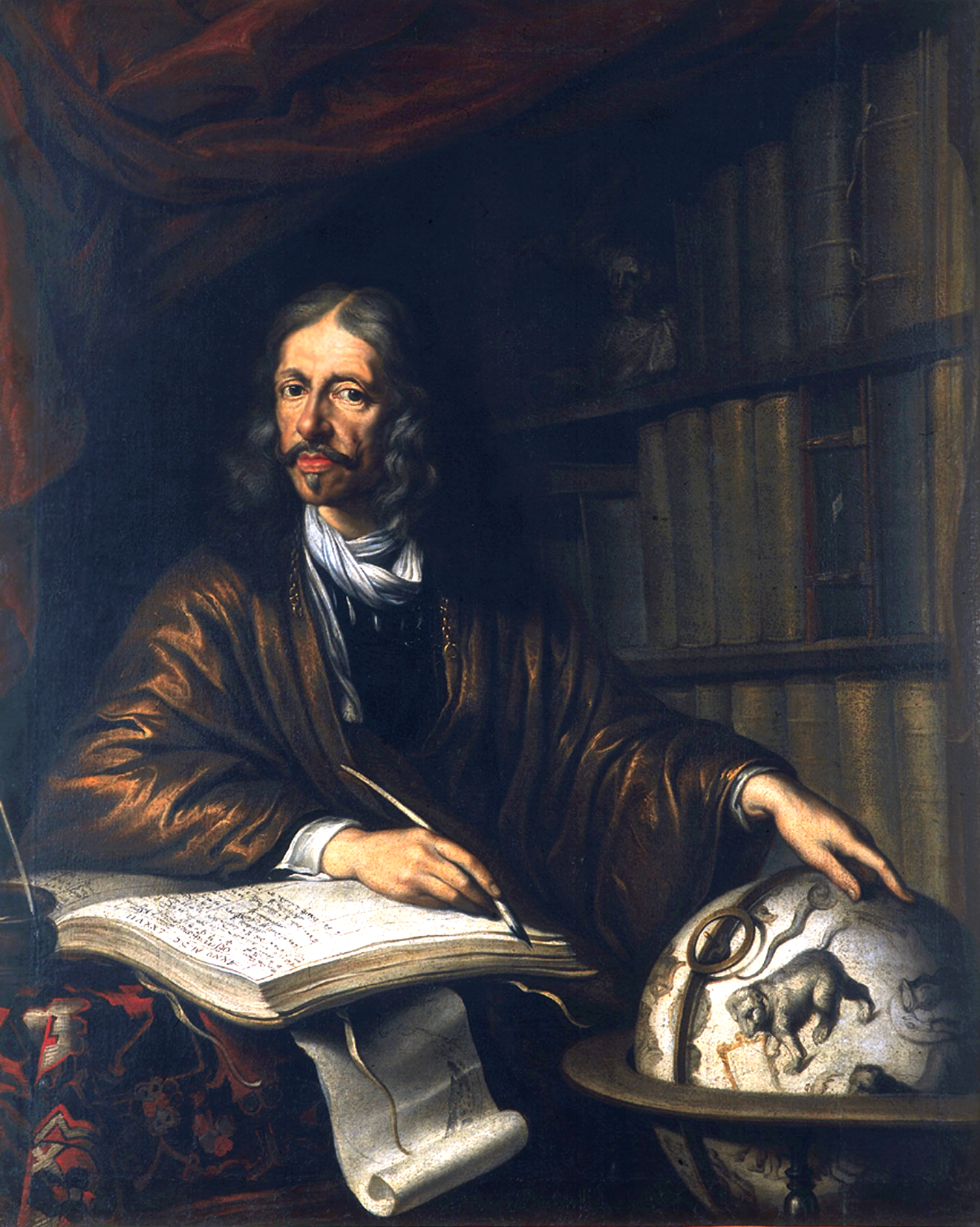
Johannes Hevelius. Obra de Daniel Schultz

No fueron los artistas los únicos que disfrutaron del patronazgo del rey polaco. Juan III Sobieski dio su mecenazgo a hombres de varias ramas del saber como humanistas (Wespazjan Kochowski, Joachim Pastorius y Stanislaw Wojciech Chrościńskim), matemáticos y astrónomos (como Johannes Hevelius y Adam Adamandym Kochanski), a algunos de los cuales les concedió pagas, para que pudieran dedicarse de lleno a sus estudios.

## Juan Sobieski en la cultura
La figura de Juan III Sobieski ha despertado un gran interés entre un gran número de artistas. Muchos de estos artistas nos legaron sus obras en el siglo XIX y principios del siglo XX, tiempos en los que Polonia se encontraba ocupada por los Imperios Ruso, Alemán y Austrohúngaro, y en los que el reinado de Juan III Sobieski era visto como un tiempo de esplendor polaco, por lo que invocar su figura era muestra de patriotismo y reivindicación de la independencia polaca.
Varios han sido los novelistas que han narrado la vida de Juan Sobieski:
- Henryk Sienkiewicz presenta al rey polaco como un personaje secundario en su obra  “El señor Wolodyjowski”   (editada en España con el título “Un héroe polaco”) en la que narra la invasión turca de Polonia y la batalla de Chocim.

- Józef Ignacy Kraszewski también le convierte en un personaje de novela en  “Adam Polanowski, un cortesano del rey Juan III”  en el que el protagonista acompaña a Juan III Sobieski en los sucesos que acontecen desde 1673 hasta la muerte del rey.

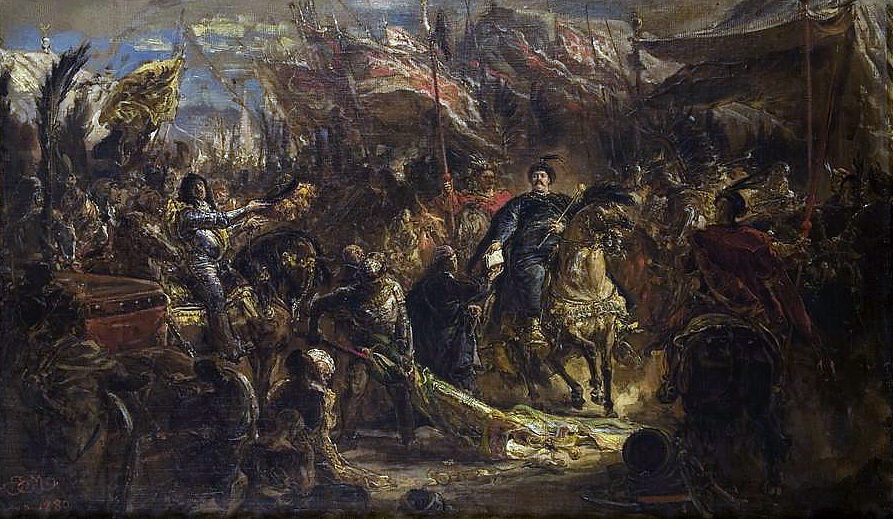
Versión alternativa de la obra Juan Sobieski en Viena de Jan Matejko

- El escritor Jan Dobraczynski, en su obra  “Bajo las murallas de Viena”  convierte al rey polaco en el protagonista de la novela que trascurre desde el romance del rey con María Casimira de la Grange d´Arquien hasta su muerte.

Su vida también ha quedado reflejada en la obra de pintores como:
- Jan Matejko realizó varias versiones de su obra  “Juan Sobieski en Viena” en las que el rey polaco aparece sentado en el caballo en el momento de entregar una carta al cardenal Juan Casimiro Denhoff, dirigida al Papa Inocencio XI.

- Juliusz Kossak  realizó varias pinturas relacionadas con episodios de la vida de Juan III Sobieski como  “El rey Juan Sobieski bendice a las tropas polacas antes de atacar a los turcos en Viena” ,  “Entrada de Juan Sobieski en Viena”  o  “La batalla de Parkany” .

- Wojciech Kossak pintó  “Juan Sobieski pasando revista a los húsares en Viena”  en la que el rey polaco aparece contemplando el desfile de los famosos húsares alados polacos cerca de Viena.

- Jerzy Kossak también pintó obras sobre el rey polaco como  “La batalla de Chocim”  y   “La batalla de Viena” .

- Józef Brandt lo representó en  “Juan III Sobieski partiendo de Wilánow”  además de ambientar varias obras en la Guerra Turco-Polaca (1672-1676).

## Árbol genealógico
|  |                               |  |  |  |  |  |  |  |  |  |  |  |  |  |  |  |
|  | Capitán Juan Sobieski         |  |  |  |  |  |  |  |  |  |  |  |  |  |  |  |
|  |                               |  |  |  |  |  |  |  |  |  |  |  |  |  |  |  |
|  |                               |  |  |  |  |  |  |  |  |  |  |  |  |  |  |  |
|  | Voivoda Marcos Sobieski       |  |  |  |  |  |  |  |  |  |  |  |  |  |  |  |
|  |                               |  |  |  |  |  |  |  |  |  |  |  |  |  |  |  |
|  |                               |  |  |  |  |  |  |  |  |  |  |  |  |  |  |  |
|  | Catalina Gdeszyńska           |  |  |  |  |  |  |  |  |  |  |  |  |  |  |  |
|  |                               |  |  |  |  |  |  |  |  |  |  |  |  |  |  |  |
|  |                               |  |  |  |  |  |  |  |  |  |  |  |  |  |  |  |
|  | Mariscal Jacobo Sobieski      |  |  |  |  |  |  |  |  |  |  |  |  |  |  |  |
|  |                               |  |  |  |  |  |  |  |  |  |  |  |  |  |  |  |
|  |                               |  |  |  |  |  |  |  |  |  |  |  |  |  |  |  |
|  | Chelm Jacobo Snopkowski       |  |  |  |  |  |  |  |  |  |  |  |  |  |  |  |
|  |                               |  |  |  |  |  |  |  |  |  |  |  |  |  |  |  |
|  |                               |  |  |  |  |  |  |  |  |  |  |  |  |  |  |  |
|  | Eduviges Snopkowska           |  |  |  |  |  |  |  |  |  |  |  |  |  |  |  |
|  |                               |  |  |  |  |  |  |  |  |  |  |  |  |  |  |  |
|  |                               |  |  |  |  |  |  |  |  |  |  |  |  |  |  |  |
|  | Eduviges Herburt              |  |  |  |  |  |  |  |  |  |  |  |  |  |  |  |
|  |                               |  |  |  |  |  |  |  |  |  |  |  |  |  |  |  |
|  |                               |  |  |  |  |  |  |  |  |  |  |  |  |  |  |  |
|  | Rey Juan III Sobieski         |  |  |  |  |  |  |  |  |  |  |  |  |  |  |  |
|  |                               |  |  |  |  |  |  |  |  |  |  |  |  |  |  |  |
|  |                               |  |  |  |  |  |  |  |  |  |  |  |  |  |  |  |
|  | Voivoda Estanislao Daniłowicz |  |  |  |  |  |  |  |  |  |  |  |  |  |  |  |
|  |                               |  |  |  |  |  |  |  |  |  |  |  |  |  |  |  |
|  |                               |  |  |  |  |  |  |  |  |  |  |  |  |  |  |  |
|  | Voivoda Juan Daniłowicz       |  |  |  |  |  |  |  |  |  |  |  |  |  |  |  |
|  |                               |  |  |  |  |  |  |  |  |  |  |  |  |  |  |  |
|  |                               |  |  |  |  |  |  |  |  |  |  |  |  |  |  |  |
|  | Catalina Tarło                |  |  |  |  |  |  |  |  |  |  |  |  |  |  |  |
|  |                               |  |  |  |  |  |  |  |  |  |  |  |  |  |  |  |
|  |                               |  |  |  |  |  |  |  |  |  |  |  |  |  |  |  |
|  | Sofía Teofila Daniłowicz      |  |  |  |  |  |  |  |  |  |  |  |  |  |  |  |
|  |                               |  |  |  |  |  |  |  |  |  |  |  |  |  |  |  |
|  |                               |  |  |  |  |  |  |  |  |  |  |  |  |  |  |  |
|  | Hetman Estanislao Żółkiewski  |  |  |  |  |  |  |  |  |  |  |  |  |  |  |  |
|  |                               |  |  |  |  |  |  |  |  |  |  |  |  |  |  |  |
|  |                               |  |  |  |  |  |  |  |  |  |  |  |  |  |  |  |
|  | Sofía Żółkiewska              |  |  |  |  |  |  |  |  |  |  |  |  |  |  |  |
|  |                               |  |  |  |  |  |  |  |  |  |  |  |  |  |  |  |
|  |                               |  |  |  |  |  |  |  |  |  |  |  |  |  |  |  |
|  | Regina Herburt                |  |  |  |  |  |  |  |  |  |  |  |  |  |  |  |
|  |                               |  |  |  |  |  |  |  |  |  |  |  |  |  |  |  |
|  |                               |  |  |  |  |  |  |  |  |  |  |  |  |  |  |  |

| Predecesor: Miguel Korybut Wisniowiecki | Rey de Polonia y Gran Duque de Lituania 1674 - 1696 | Sucesor: Augusto II el Fuerte |